# Hudební slavnosti v Bayreuthu

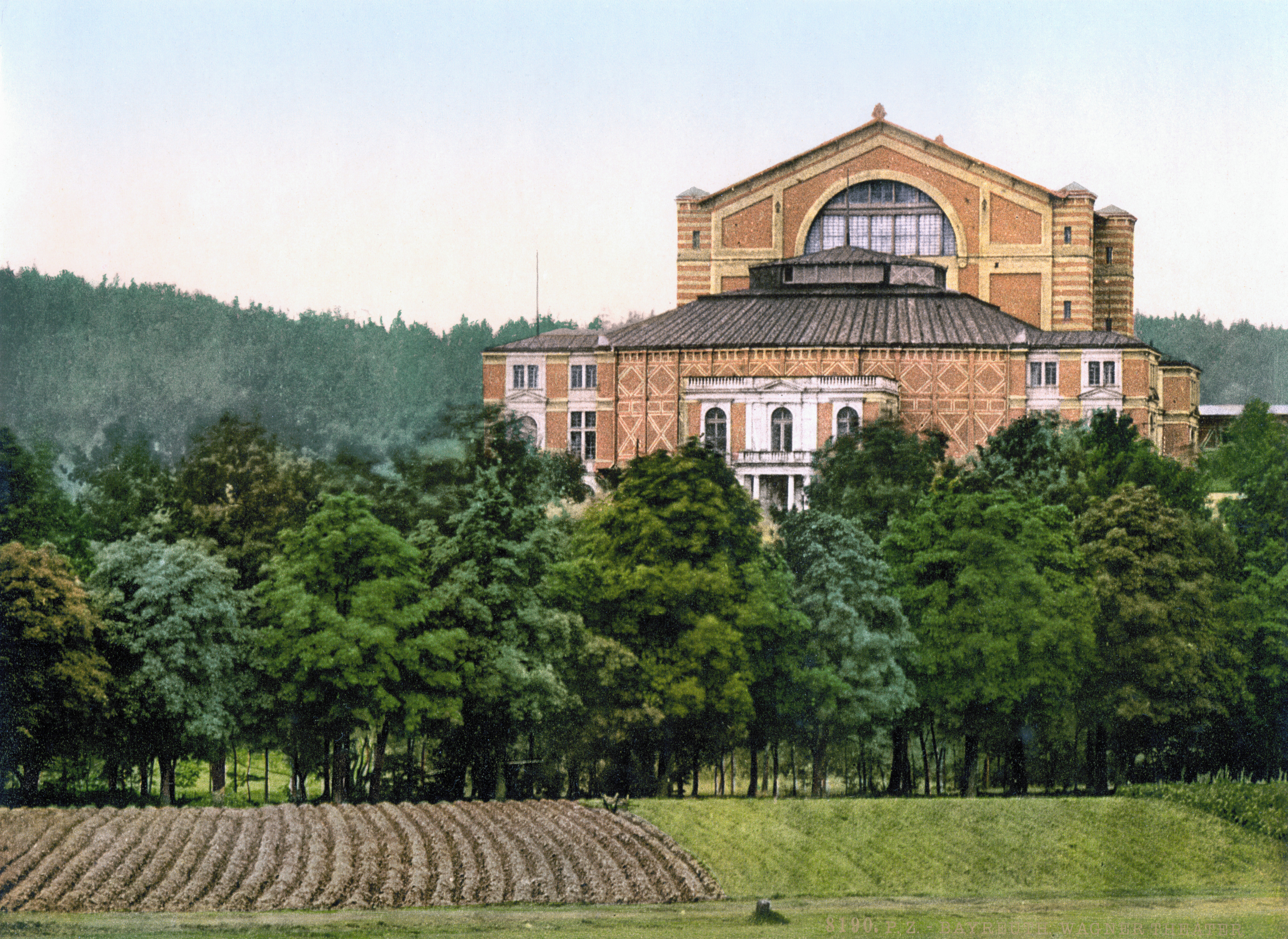
Bayreuthské festivalové divadlo kolem roku 1900

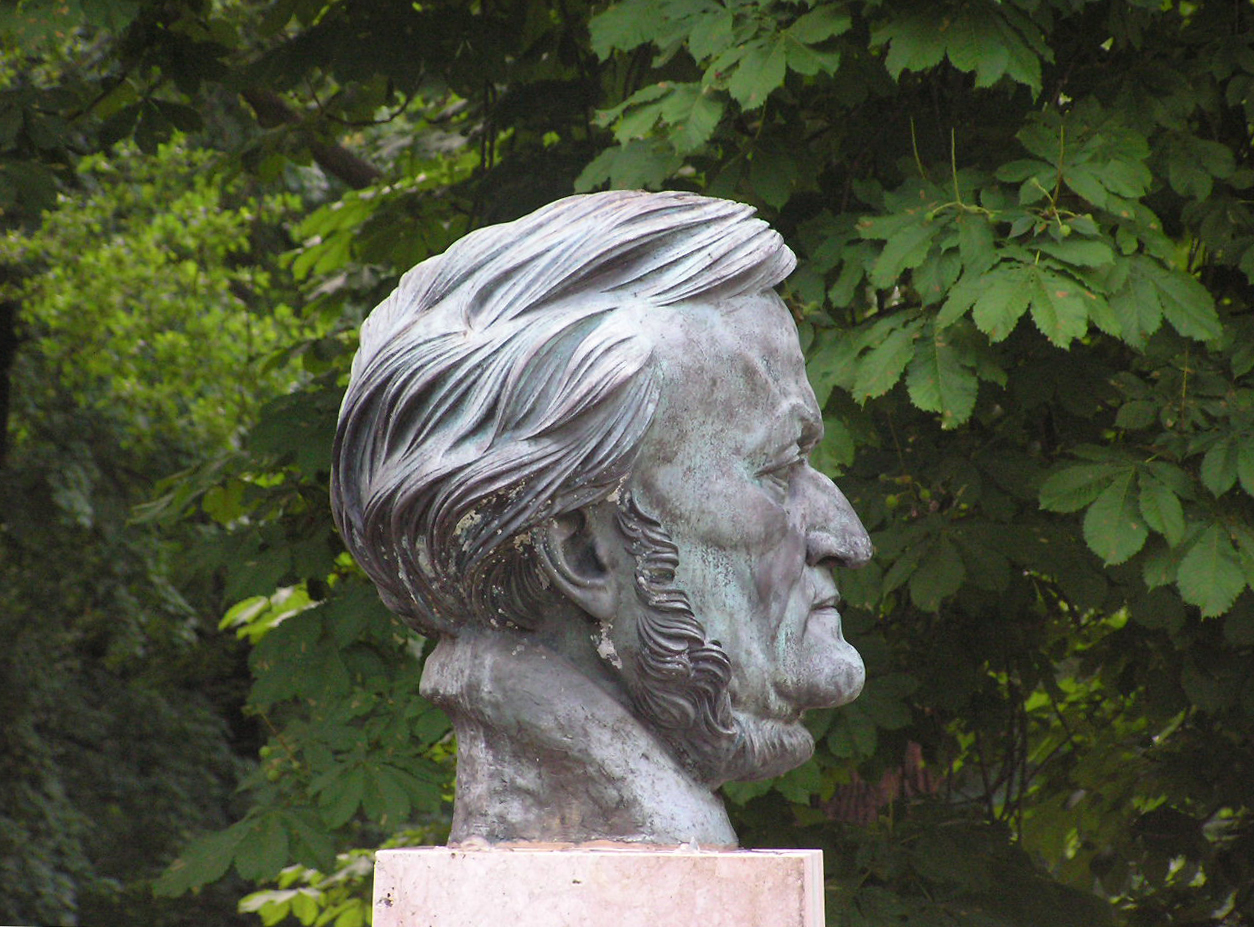
Busta Richarda Wagnera od Arno Brekera v parku před Festivalovým divadlem v Bayreuthu

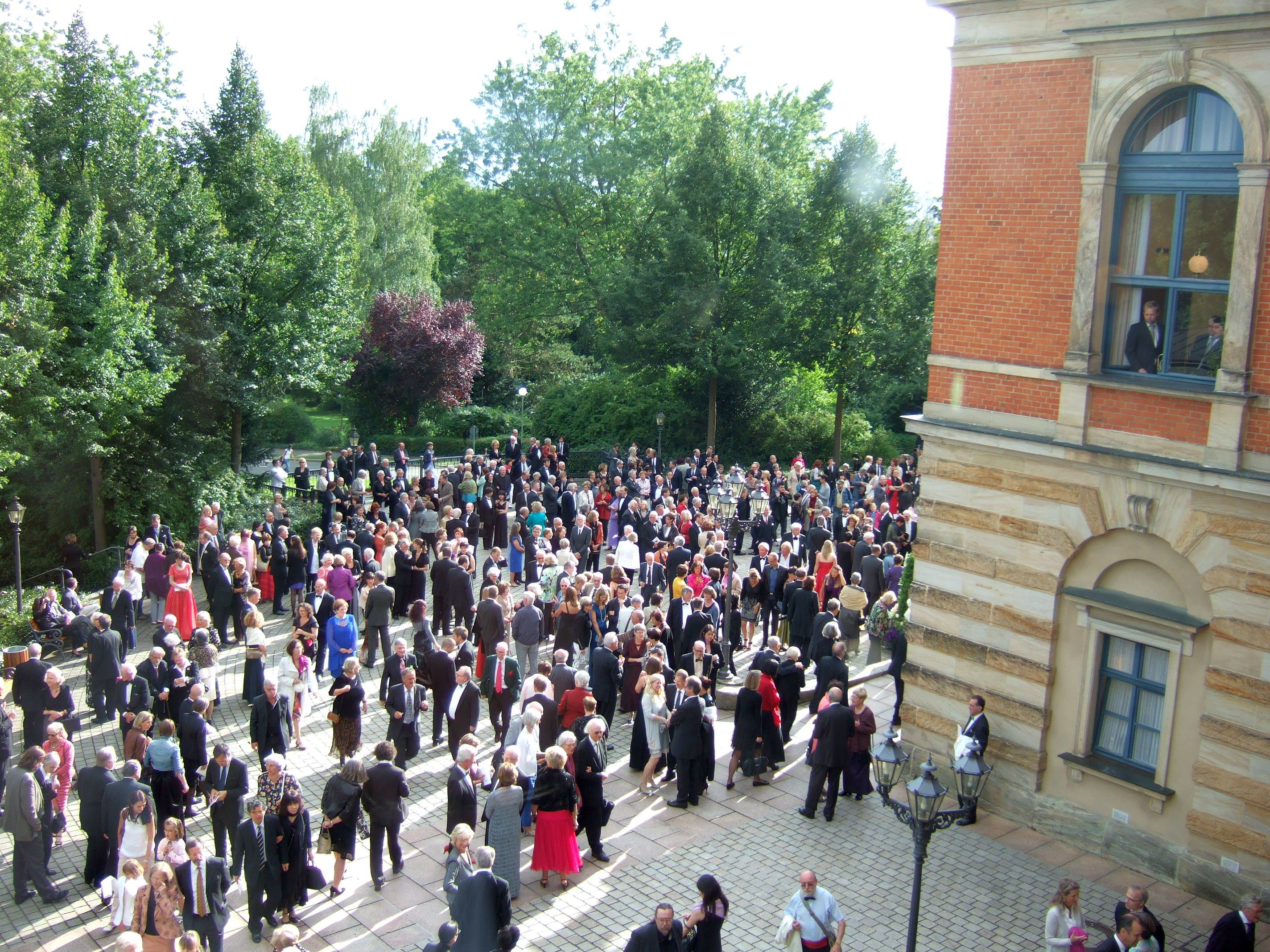
Pohled na obecenstvo z budovy divadla

Hudební slavnosti v Bayreuthu nebo též Slavnosti Richarda Wagnera (Bayreuther Festspiele, Richard-Wagner-Festspiele) je letní hudební a divadelní festival, který se každoročně koná (zpravidla od 25. července do 28. srpna) ve zvláštní budově Festivalového divadla postaveného Richardem Wagnerem a Otto Brückwaldem na tzv. Zeleném vršku (Grüner Hügel) v bavorském městě Bayreuthu. Hlavním a v zásadě jediným účelem festivalu je uvádění deseti posledních oper německého skladatele Richarda Wagnera v měnících se inscenacích.
Hudební slavnosti v Bayreuthu, které se konají s přestávkami od roku 1876, jsou nejstarším dosud konaným festivalem vážné hudby. Mezi hudebními festivaly je i nejžádanější (ročně přichází přes půl milionu žádostí o vstupenku) a jedním z umělecky nejvýznamnějších a nejrespektovanějších. Příznačná je rovněž oddanost jeho příznivců. Slavnosti založil samotný skladatel jakožto svého druhu jedinečnou událost, kterou vyvrcholily jeho snahy o zásadní reformu operního žánru. Od jeho smrti se vedení festivalu trvale nachází v rukou jeho rodiny, a to nejprve jako soukromý podnik, od roku 1973 pod záštitou nadace s veřejnoprávním zastoupením. Bayreuthské hudební slavnosti mají ale i nadále na evropské kulturní poměry vysoký podíl financování z vlastních zdrojů a soukromých příspěvků (až 60 %).
Na Hudebních slavnostech v Bayreuthu účinkovala za dobu jejich trvání řada významných dirigentů a pěveckých sólistů, tradičně vynikající úroveň mají sbor a orchestr. V období po II. světové válce je kladen důraz na inovativní operní režii.
Propojení vedoucích osobností bayreuthských slavností s krajně konzervativními, nacionalistickými a antisemitskými kruhy vyvrcholilo okázalým politickým využitím festivalu ze strany nacistické Třetí říše. Téma vypořádání se s touto minulostí je přítomné – od obnovení slavností roku 1951 až dosud – v samotných inscenacích i ve vnímání veřejnosti.
Současnou ředitelkou festivalu je skladatelova pravnučka Katharina Wagnerová. Hudebním vedoucím je dirigent Christian Thielemann.

## Dějiny slavností

### Cesta k bayreuthským hudebním slavnostem

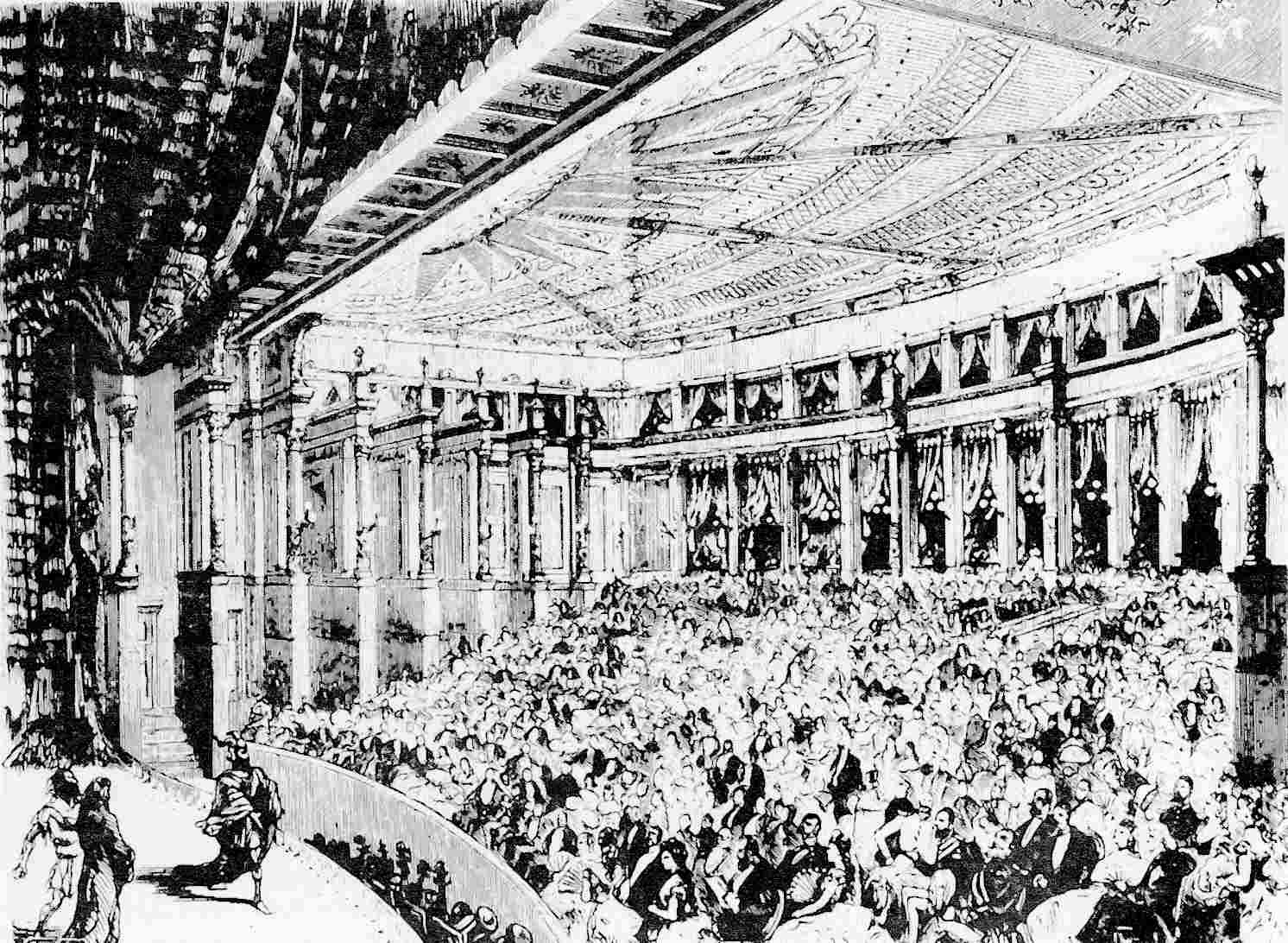
První představení hudebních slavností v Bayreuthu – Zlato Rýna 1876

Myšlenka bayreuthského festivalu se zrodila z operní reformy, jak si ji Richard Wagner předsevzal ve 40. letech 19. století a jak ji formuloval ve svých četných spisech, zejména v Uměleckém díle budoucnosti (Das Kunstwerk der Zukunft, 1850) a Opeře a dramatu (Oper und Drama, 1851). Tuto reformu viděl od počátku nejen v nové koncepci samotného díla (přeměna opery na „hudební drama“), ale též v jiném způsobu jeho provedení a vnímání. Operní představení bylo třeba přeměnit ze společenské (či dokonce komerční) záležitosti na čistý umělecký zážitek. K tomu považoval za nutné změnit fungování opery jako instituce (méně představení, zato kvalitnější provedení; dramaturgie výhradně podle uměleckých měřítek; výběr účinkujících vhodných pro dílo, a nikoli naopak; výprava individuální pro každé dílo; plné respektování partitury a pokynů autora), samotné provedení díla (identifikace zpěváků s rolemi, oproštění od exhibic, zrealističtění hereckého projevu, srozumitelný zpěv), přísně účelné divadelní budovy (akusticky příznivé, dobrá viditelnost jeviště ze všech míst, hluboce zapuštěné orchestřiště), ale i chování a očekávání diváků, kteří se měli plně soustředit na předváděné dílo (tma a ticho v průběhu představení).
Jak Wagnerovi ukázaly zkušenosti z doby, kdy vedl drážďanskou operu (1846–48), nebylo možné tyto požadavky naplnit v rámci tehdejšího divadelního systému. Proto se od počátku 50. let, v přímé souvislosti s dlouhodobou prací na Prstenu Nibelungovu, zabýval myšlenkou nezávislého hudebního festivalu existujícího mimo stávající městská centra; k několika málo představením by měli být sezváni nejlepší umělci, účinkující z vlastního nadšení, neplatící diváci by přijeli výlučně za účelem vidět a slyšet dílo a vše by se odehrávalo v prosté a prozatímní stavbě s minimálními náklady. I tak se jednalo o projekt mimo Wagnerovy finanční možnosti. Skladatel tuto myšlenku veřejnosti představil roku 1851 ve Sdělení mým přátelům a podrobněji roku 1862 v předmluvě k vydání textu Prstenu Nibelungovu; současně vyzval urozené mecenáše, aby se k projektu přihlásili.
Mecenáš se o dva roky později nalezl v mladém bavorském králi Ludvíku II. Ten Wagnera bezmezně obdivoval a přál si realizaci jeho záměru v Mnichově. Přestože toto velké město ani králův požadavek na reprezentativnost budovy skladateli apriori nevyhovovaly, vrhl se do přípravy. Nové divadlo měl navrhnout významný divadelní architekt Gottfried Semper, se kterým Wagner své ideje konzultoval již několik let. Semper vypracoval podrobné plány, nakonec však ze záměru sešlo, když se Wagner dostal do sporů s bavorskou vládou a nakonec i do roztržky s králem, které vyústily ve skladatelův kvapný odchod z Mnichova v roce 1865.

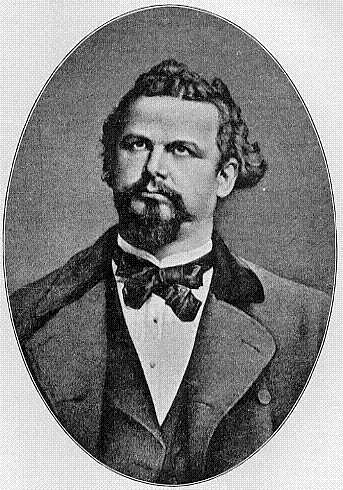
Mecenáš bayreuthských hudebních slavností král Ludvík II. Bavorský

Wagner však na svůj plán nerezignoval. Úspěch Tristana a Isoldy (1865) a Mistrů pěvců norimberských (1868) potvrdil jeho postavení jako jedné z vedoucích kulturních osobností Německa. V duchu tehdejší vlny nacionalismu spojeného se založením Německé říše roku 1871 navíc hodlal vtisknout svému projektu „charakter vpravdě národního podniku, jenž by byl obrácen na německého uměleckého ducha“, ba přímo německého „národního divadla“. Hledal pro něj jiné místo, které nalezl v Bayreuthu, ve městě rozkládajícím se blízko geografického středu Německa, patřící k zemím jeho mecenáše Ludvíka II. a navíc s hohenzollernskou tradicí. Nebylo ani průmyslovou metropolí, ani letoviskem společenské smetánky, nemělo kulturní tradici, která by mohla plánovaný hudební festival zastínit. Nepatřilo ani k územím, pro která již Wagner prodal práva k provozování svých oper. Navíc zde existovalo rokokové operní divadlo architekta Giuseppe Galliho de Bibiena s pověstí jednoho z nejkrásnějších a nejprostornějších. Podle zápisků Cosimy Wagnerové se skladatel začal Bayreuthem zabývat 5. března 1870, na základě hesla v Brockhausově konverzačním lexikonu.
Když Wagner s manželkou Cosimou přijeli 19. dubna 1871 do Bayreuthu, zjistili, že Markrabské divadlo je pro Wagnerovy účely příliš malé. Zejména orchestřiště nebylo schopno pojmout mohutný orchestr, který skladatelovy opery vyžadovaly, hlediště mělo málo míst a rovněž prostor jeviště přes relativní velikost neumožňoval dobudování tehdejší moderní techniky. Město samotné však odpovídalo přesně jejich představám, a proto se rozhodli o nutnosti postavit novou divadelní budovu. Městská správa byla projektu nakloněna a poskytla Wagnerovi zdarma příznivě položený pozemek nejen pro divadlo, ale také pro jeho soukromou vilu.
Wagner začal s plánováním okamžitě, místo Sempera pracoval na plánech nejprve berlínský architekt Wilhelm Neumann, nakonec však návrh – opírající se o skladatelovy podrobné instrukce – převzal mladý lipský stavitel Otto Brückwald. Stavba začala 29. dubna 1872 a 22. května, na Wagnerovy 59. narozeniny, se konala slavnost položení základního kamene. 2. srpna 1873 byla hotova hrubá stavba.
Původní myšlenka financování stavby divadla i slavností samotných se zakládala na finanční nezávislosti na velkých sponzorech. Wagnerovi aktivní příznivci (mezi nejvýznamnější patřila Marie hraběnka von Schleinitz) organizovali v německých a později i zahraničních městech spolky Richarda Wagnera a sbírali příspěvky od hudebních nadšenců, a to zejména ve formě patronátních listin; těch bylo plánováno 1000 po 300 tolarech (900 markách) a jejich výnos měl pokrýt všechny náklady. Avšak do roku 1873 jich byla prodána jen třetina a navíc odhadované náklady vzrůstaly. Wagner se několikrát obrátil s žádostí o státní podporu na Bismarcka, ale marně. Rovněž jednání s Ludvíkem II. (ostatně finančně vyčerpaným stavbami romantických zámků) byla obtížná, nakonec však byl v lednu 1874 finanční krach slavností odvrácen bavorskou státní půjčkou 100 000tolarů, která pak byla po desetiletí splácena z tantiém za provozování Wagnerových oper v Mnichově.

### První slavnosti za řízení Richarda Wagnera (1876, 1882)
V létě roku 1875 stavba divadla i financování pokročily natolik, že mohly být zahájeny zkoušky na slavnosti plánované následující rok, jejichž jediným programem bylo první uvedení celého Prstenu Nibelungova (s ohledem na závazky účinkujících zkoušky probíhaly – a dodnes probíhají – v průběhu divadelních prázdnin). První zkouška orchestru se konala 2. srpna 1875. Wagner byl výsledným zvukem zakrytého orchestru nadšen („To je přesně to, co jsem chtěl.“).

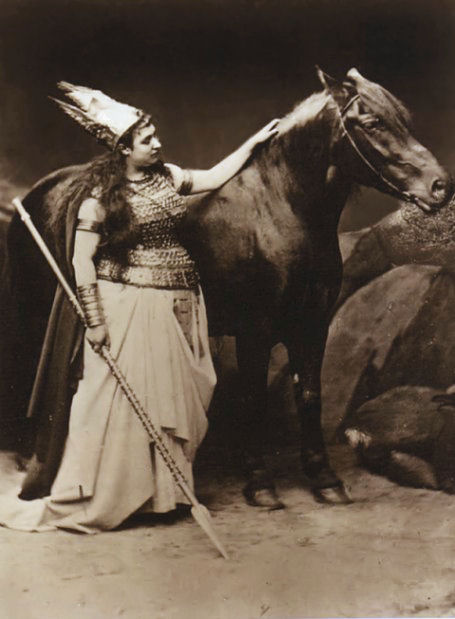
Amalie Maternová v roli Brünhildy a Cocotte v roli Graneho, první Prsten Nibelungův 1876 (foto: Joseph Albert)

Wagnerovi, v té době již vůdčí kulturní osobnosti, se podařilo shromáždit (za velmi nízké honoráře) vynikající zpěváky a hudebníky včetně proslulého dirigenta Hanse Richtera. Novátorský byl zejména profesionální přístup k inscenaci: zde lze nalézt „začátek moderní operní produkce“ (Spotts). Už samotné dlouhodobé a důkladné zkoušení nebylo běžné. Wagner kladl důraz na hereckou práci se zpěváky, kteří se měli co nejvíce identifikovat s postavami; podle vlastních slov usiloval o „zmizení herce a znovuobjevení se postavy“. Proto neměli sólisté ani sbor nikdy zpívat směrem k publiku ani s ním navazovat vizuální kontakt. Co do vztahu zpěváků a orchestru zastával Wagner jasně stanovisko, že „zpěvák je to hlavní. Orchestr jen doprovází.“ Velmi mu záleželo na zřetelné a správné výslovnosti zpívaného slova, aby mohl divák bez potíží sledovat děj.
Zkoušky obnoveny v květnu 1876 a skončily 26. července; po posledních stavebních úpravách divadla byly slavnosti 13. srpna 1876 zahájeny představením Zlata Rýna. Mezi hosty byli mimo jiné Franz Liszt, Anton Bruckner, Karl Klindworth, Camille Saint-Saëns, Petr Iljič Čajkovskij, Edvard Grieg, Charles Villiers Stanford, Lev Nikolajevič Tolstoj, Paul Lindau, Friedrich Nietzsche a Gottfried Semper, dále německý císař Vilém I., brazilský císař Petr II., württemberský král Karel a řada dalších společensky významných osob, mezi nimi dirigenti a intendanti všech německých operních divadel a asi 60 hudebních kritiků. Slavnostní premiéry se neúčastnil hlavní mecenáš král Ludvík II., který se vyhýbal veřejným příležitostem. Navštívil místo premiéry ve dnech 6. až 9. srpna generální zkoušky (při Zlatu Rýna seděl v hledišti sám jen se skladatelem, ale na další tři části cyklu jej Wagner přesvědčil, že akustika sálu vyžaduje zaplnění lidmi) a poté se vrátil na třetí (a poslední) cyklus Prstenu Nibelungův uváděný na prvním festivalu.
Bezprostřední ohlas u publika byl velkolepý, přestože ho ovlivnily některé scénické nehody, kvůli kterým Wagner odmítl předstoupit před aplaudující obecenstvo. Většina kritiky, i Wagnerovi nepříznivé, uznávala jedinečnost události. Podle známého Wagnerova oponenta Eduarda Hanslicka byly první bayreuthské slavnosti „jednou z nejpozoruhodnějších událostí v celých dějinách umění a největším úspěchem, který si kdy který skladatel mohl vysnít“. Reakce na samotnou Wagnerovu hudbu ovšem odpovídaly různému vkusu diváků, bezvýhradně byl však chválen výkon orchestru i sboru, názory na zpěváky byly smíšené. Jednoznačně byla obdivována Wagnerova režie (podle Hanslicka byl Wagner „první režisér světa“), názory na výpravu se různily, technické efekty nedostály očekáváním.
Richard Wagner sám byl slavnostmi deprimován (o tom svědčí řada záznamů v deníku Cosimy Wagnerové z té doby: „R. říká, že jeho hlavní pocit během představení byl «nikdy více, nikdy více».“). To mělo dva důvody, které rozpoznal i Friedrich Nietzsche: jednak se skladateli ukázala propast mezi ideální představou díla a jeho realizací, a to i za podmínek, kdy o veškerých aspektech inscenace rozhodoval sám; a jednak slavnosti jako společenská událost pro nejvyšší vrstvy měly málo společného s původní idealistickou představou umění pro „znalce a milovníky“. Přesto bylo jasné, že se atmosféra festivalu značně lišila od běžných uměleckých podniků. Jak psal spisovatel Paul Lindau, „Člověk jel do Bayreuthu, aby se podíval na operu, a našel tam kult.“

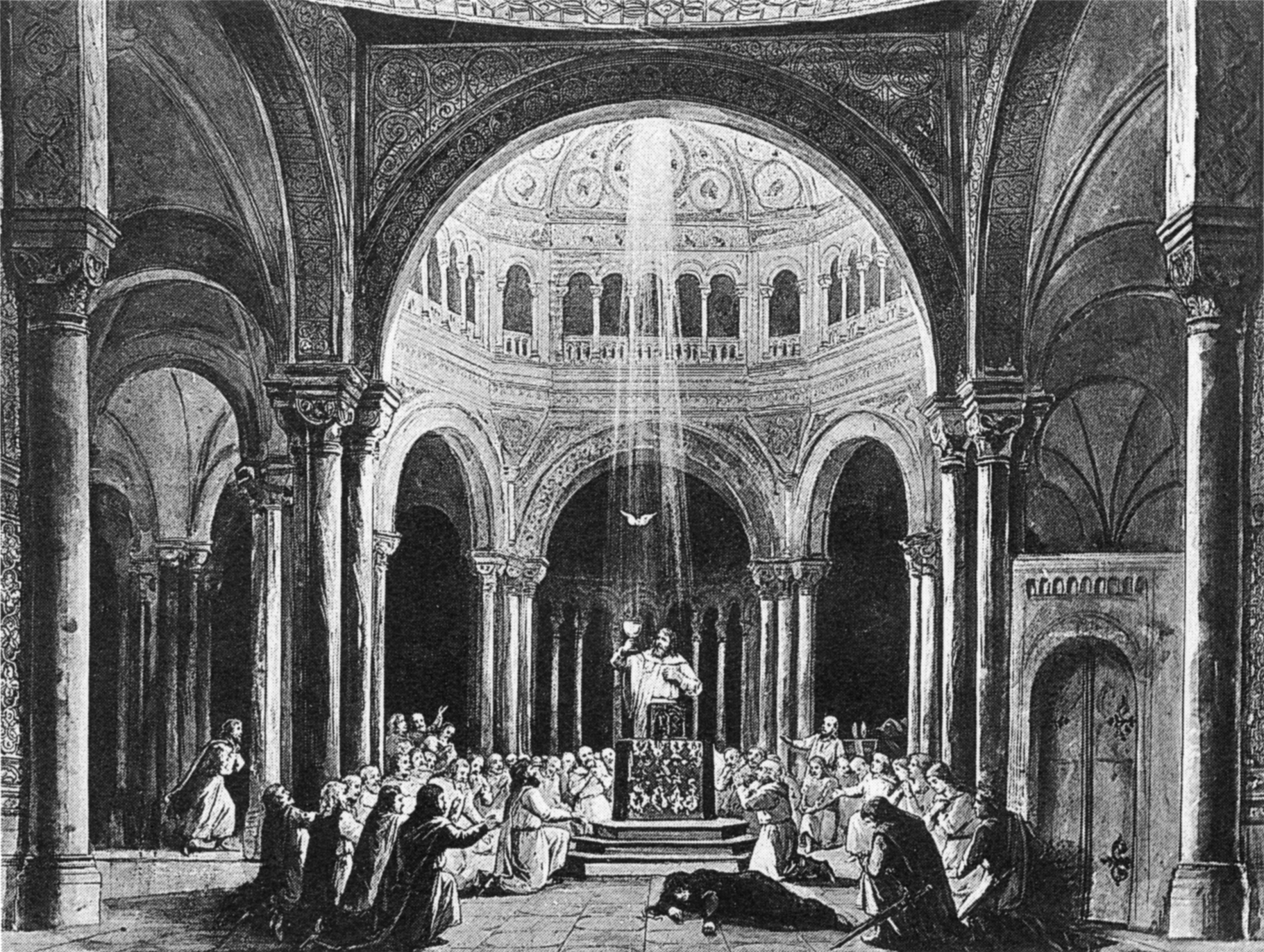
Dekorace k 3. dějství Parsifala od Paula von Joukowského

Wagner měl v úmyslu v následujících letech předvést všechny své zralé opery v „modelových inscenacích“ co nejbližších záměru autora. Ukázalo se však, že první slavnosti přes vnější úspěch skončily obrovským deficitem ve výši 148 000 marek. Teprve roku 1882 umožnila finanční situace konat nové slavnosti, tentokrát věnované 12 představením právě dokončeného Parsifala (26. 7.) pod taktovkou Hermanna Leviho. I těchto slavností se účastnila umělecká a politická elita; Ludvík II. tentokrát odmítl přijet, přestože byl pro něj k divadlu přistavěn zvláštní vstup. Umělecký i finanční úspěch byl tentokrát po všech stránkách nesporný, i sám Wagner tentokrát, podle Cosiminých zápisků, vyjádřil spokojenost. Lidé jako Friedrich Nietzsche či Paul Lindau si ale ošklivili způsob, jakým se kolem Bayreuthu začal tvořit kult nabírající mystické, nacionalistické a antisemitské rysy, ve stylu vyjádření kritika Wilhelma Tapperta: „To již není divadlo, to je dům Boží… Člověk však musí myslet a cítit německy a křesťansky, pokud má plně a zcela poznat krásu Parsifala“.
Další skladatelovy záměry přervala jeho smrt 13. února 1883 v Benátkách.

### Slavnosti za vedení Cosimy Wagnerové (1883–1906)
Po Wagnerově náhlé smrti málokdo věřil v budoucnost festivalu. Sám Wagner měl sice ideální představu, že v průběhu dalších deseti let postupně uvede své opery a další vedení slavností nechá na synovi, jindy však neviděl „žádnou šanci pro slavnosti v budoucnosti“.
Pokračování ve slavnostech se však ujala vdova po Wagnerovi Cosima, ačkoli řada Wagnerových spolupracovníků i příznivců zprvu pochybovala o jejích schopnostech. V právních a hospodářských záležitostech jí byl nápomocen bayreuthský finančník Adolf von Groß. První slavnosti v létě roku 1883 se konaly ještě podle plánu skladatele a vedl je kroužek jeho spolupracovníků vedený zpěvákem Emilem Scariou, slavnosti roku 1884 však už prakticky vedla Cosima, ačkoli veřejně se za vedoucí slavností prohlásila až po skončení této sezóny. V letech 1883 a 1884 byl jen opakován Parsifal, teprve postupně byly na repertoár připojovány další Wagnerovy zralé opery (1886 Tristan a Isolda, 1888 Mistři pěvci norimberští, 1891 Tannhäuser, 1894 Lohengrin, 1896 nový Prsten Nibelungův, 1901 Bludný Holanďan). Z finančních důvodů musel být zhruba každý třetí rok „přestávkovým rokem“, kdy se i zpravidla připravovala nová inscenace; tato situace přetrvala až do II. světové války. V prvních sezónách byla představení často jen málo navštívena, situace se však rychle lepšila: roku 1888 byly slavnosti poprvé vyprodány, roku 1891 byly vstupenky prodávány i na černém trhu za několikanásobnou cenu. Účast na bayreuthských slavnostech se postupně stávala záležitostí společenských elit z celé Evropy.

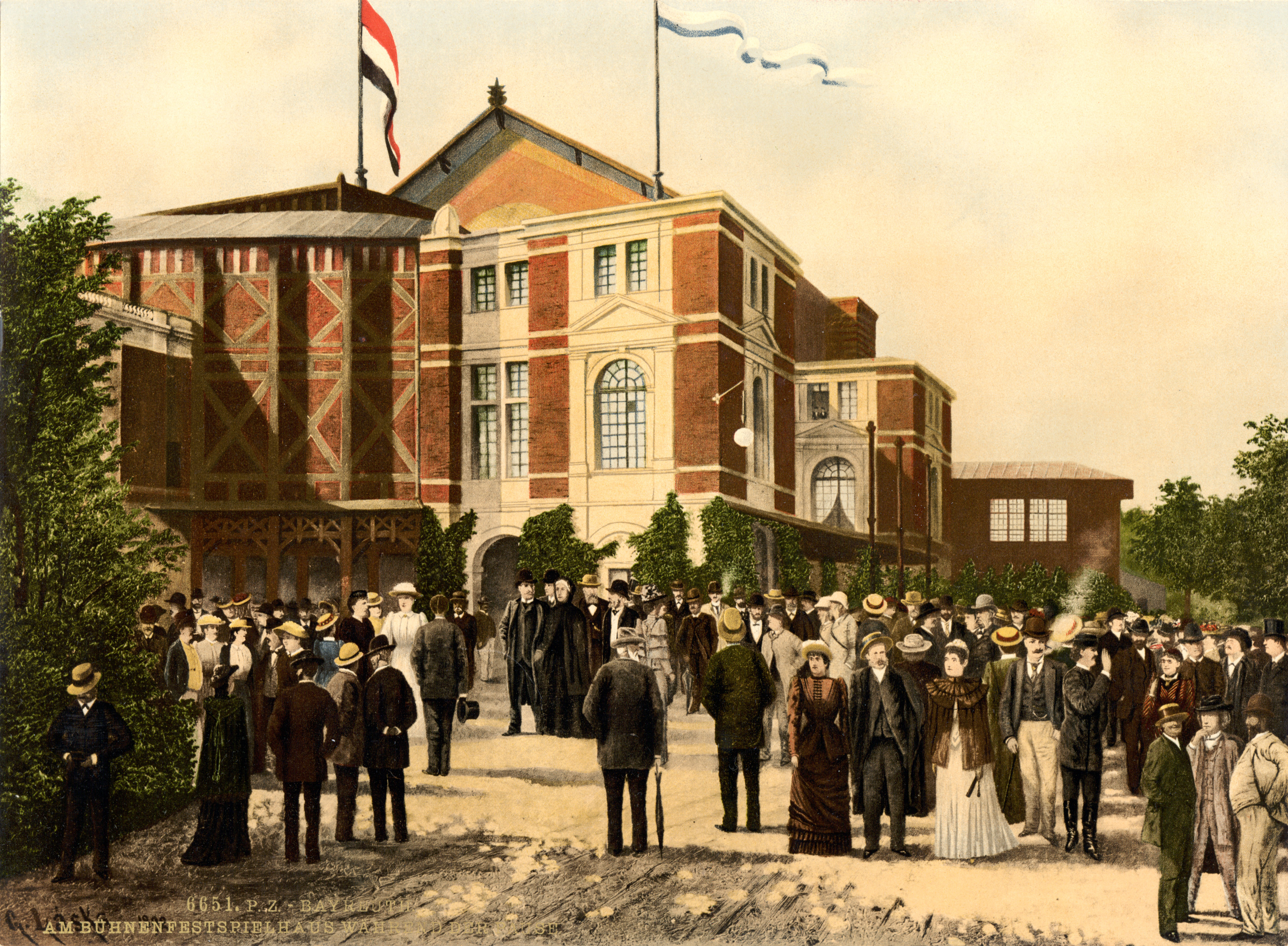
Slavnosti kolem roku 1895

V inscenační praxi bylo hlavním cílem Cosimy realizovat co nejplněji skladatelovy představy. Přednost mělo vždy drama před samotnou hudbou a zpěv před zvukem orchestru. Veškeré Wagnerovy scénické pokyny byly přísně dodržovány, ve výpravě i kostýmech se co nejvíce vycházelo z inscenací, které za svého života sám Wagner připravil a schválil.
V souladu s Wagnerovou představou o andante jako „německém tempu“ preferovala Cosima u Wagnerových oper celkově pomalejší tempa, než se kterými byly hrávány jinde; z té doby pochází pojem „bayreuthské tempo“. Této představě nejlépe vyhovoval dirigent Felix Mottl, který byl v letech 1886–1903 Cosiminým hlavním hudebním spolupracovníkem; spolu s Hansem Richterem a Hermannem Levim tvořil dirigentský triumvirát bayreuthských slavností v jejich prvních desetiletích.
Právě proklamovaný nárok na maximální autentičnost („věrnost dílu“), opřenou o intimní znalost skladatelových představ, byl z uměleckého i podnikatelského hlediska hlavní předností bayreuthských slavností oproti jiným představením Wagnerových oper. Nové myšlenky byly odmítány: podle Cosimy „zde není co vynalézat, jen v jednotlivostech zdokonalit“. Cosima však měla značný hudební i divadelní talent a její (nepřiznaný) osobní vklad do inscenací byl větší než pouhé zachovávání tradice.

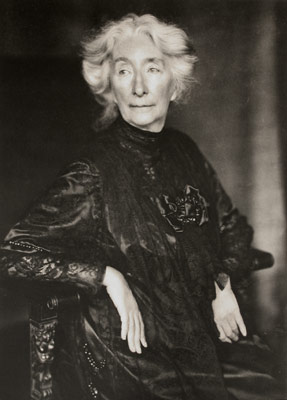
Cosima Wagnerová roku 1905 (foto: Jacob Hilsdorf)

Bayreuth za Cosimina vedení nadále kladl důraz na nebývale pečlivou hudební i hereckou přípravu; inscenace byly promyšlené, kostýmy a dekorace často na svou dobu jednoduché a tlumené, jevištní akce velmi střídmá a psychologizující, neposkytující prostor pro hvězdné manýry zpěváků. Záhy se však ukázaly i meze zachovávání wagnerovských principů. Např. Wagnerův požadavek na zřetelnou výslovnost při zpěvu (Sprechgesang) byl přeháněn natolik, že se žertem hovořilo o „bayreuthském plivání souhlásek“. Cosimina detailní režie předepisující každý pohyb i výraz tváře zpěváků sice chránila před histriónstvím tehdejšího operního herectví, na druhé straně mohli zpěváci připadat jako „bezduché dřevěné loutky“. Za účelem věrohodnosti neměli zpěváci nikdy zpívat z rampy k divákům, ale zásadně jeden k druhému; podle slavné zpěvačky Lilli Lehmannové se ale toto „věčné stání v profilu už zvrhlo v mánii“. Na nebezpečí svázanosti tradicemi poukazovala i kritika; George Bernard Shaw například napsal: „Jediný Bayreuth je toho schopen, aby Wagnerova hudební dramata notu po notě, takt po taktu, nuanci po nuanci zardousil.“ Rovněž umělecká i inscenačnětechnická úroveň přes vynikající pověst slavností zaostávala za standardy západoevropských metropolí.
Cílem Cosimy Wagnerové však nebylo jen vedení slavností samotných, ale též „postavení základu Wagnerova kultu“ (Spotts). V dopise Felixi Mottlovi to charakterizovala takto: „Na našem vrchu nyní stojí pevný hrad,“ (eine feste Burg, narážka na nejznámější luteránský chorál) „tam máme svého drahého Spasitele oproštěného od všeho nehodného, co na něj politováníhodné lidstvo uvalilo. Do tohoto Božího domu jsou povoláni všichni, kteří jsou jen pravdivostí puzeni.“ Kritikové na tento kult hleděli s ironií, Friedrich Nietzsche přirovnával Bayreuth k „vodoléčebné ozdravovně“, pro Eduarda Hanslicka byl bayreuthský kruh „modlitebním spolkem svatého Richarda“.
Cosima byla neoficiální hlavou tohoto bayreuthského kruhu, jehož orgánem byl časopis Bayreuther Blätter vydávaný od roku 1878 Hansem von Vollzogenem (1848–1938). Ten pěstoval nejen Wagnerův umělecký odkaz, ale rozvíjel i Mistrovy nacionalistické, antimodernistické, antidemokratické a antisemitské názory. Sama Cosima kromě dirigenta Hermanna Leviho, povolaného ještě Richardem Wagnerem, odmítala angažování židovských umělců: „Chceme mít německé divadlo s [účastí] všech národů, ten 'vyvolený' vyjímaje.“

### Slavnosti za vedení Siegfrieda Wagnera (1908–1930)
V prosinci 1906 utrpěla Cosima Wagnerová několik těžkých srdečních záchvatů. Lékařské varování uspíšilo uskutečnění jejího úmyslu předat vedení slavností svému synu Siegfriedu Wagnerovi. V roce 1907 se slavnosti nekonaly, Siegfried se tedy poprvé představil jako jejich organizátor roku 1908.
Siegfried Wagner (* 1869) vyrůstal v prostředí bayreuthského festivalu od mládí, oficiálně působil jako asistent od roku 1892. Byl rovněž skladatel, především operní; jeho první opera Medvědí kůže (Der Bärenhäuter, 1899) měla zprvu značný úspěch, ale další opery stály vesměs mimo hlavní linie vývoje žánru a nevzbudily velkou pozornost. Více uznání si vysloužil jako dirigent, i když na jeho schopnosti panovaly značně rozdílné názory. Roku 1896 poprvé dirigoval na Bayreuthských hudebních slavnostech, a to jeden z pěti cyklů Prstenu Nibelungova; po převzetí festivalu na něm dirigoval spíše příležitostně a po I. světové válce již jen jednou (jeden cyklus Prstenu Nibelungova roku 1928). Současně se ale velmi zajímal o režii, scénografii a režijní techniku: Když se jej matka ptala, které dílo by při slavnostech rád dirigoval, odvětil, že nejraději stojí u osvětlení. Jeho první režií byl Bludný Holanďan roku 1901. Už v ní se zvláště projevily dvě silné stránky Siegfriedovy režie: promyšlené a moderní světelné efekty a účelné uspořádání dění na scéně, zejména choreografie sboru.
Prvních léta po převzetí festivalu Siegfriedem byla úspěšná z finančního hlediska, Bayreuth byl shromaždištěm společenských elit, zejména aristokracie. Cosimou zavedené důsledné zachovávání tradice však postupně vedlo ke strnulosti a zkostnatělosti, kterou Siegfried jen postupně překonával. Cosima do vedení festivalu přímo nezasahovala a ve Festivalovém divadle se objevila znovu až v roce 1924, Siegfried s ní však řadu věcí konzultoval a její konzervativní přístup, zejména zásadní respekt ke scénickým pokynům Richarda Wagnera, v zásadě sdílel. Současně však sledoval vývoj divadelní moderní režie (obdivoval např. Maxe Reinhardta) a chtěl jejích impulsů využít. V první fázi se soustředil na technickou modernizaci: postupně výrazně zlepšil jevištní techniku a osvětlení, ve své první inscenaci po převzetí vedení slavností, Lohengrinovi (1908), poprvé použil plastické dekorace namísto starých malovaných, které v elektrickém světle působily nepřirozeně. Své režijní schopnosti projevil zejména ve své inscenaci Mistrů pěvců norimberských roku 1911.
Nejen po finanční stránce se festivalu dotkl konec autorskoprávní ochranné lhůty na díla Richarda Wagnera roku 1913. Nejen že rodině Wagnerů přestaly přicházet značné tantiémy, ale uvolnilo se i provozování Parsifala mimo Bayreuth, čemuž se do té doby dařilo (alespoň v Evropě) zabránit, a proto Parsifal představoval hlavní magnet slavností. Cosima a Siegfried Wagnerovi patřili již od přelomu století mezi prominentní zastánce návrhu zákona o prodloužení ochranné lhůty (zvaný též Lex Cosima), ten však nebyl schválen. I v této souvislosti Siegfried Wagner v roce 1914 poprvé nadnesl myšlenku převzetí festivalu veřejnou nadací.
První světová válka si v létě 1914 vynutila přerušení probíhající festivalové sezóny. Nutné vrácení vstupného přivodilo vysoký schodek a snížilo provozní fond slavností o třetinu, jeho zbytek i většinu ostatního majetku rodiny Wagnerových pohltila poválečná německá inflace. Obnovení bylo možné až po určitém uspořádání hospodářských poměrů, a to jen s podporou řady německých i zahraničních dárců (mj. Deutsche Festspiel-Stiftung). První slavnosti po deseti letech byly zahájeny 22. července 1924 pod vedením Siegfrieda Wagnera. Dopadly z hospodářského hlediska povzbudivě, i když umělecké kritiky nebyly příliš příznivé. V prvním desetiletí po obnovení se slavnosti nacházely trvale na hranici finančního přežití.

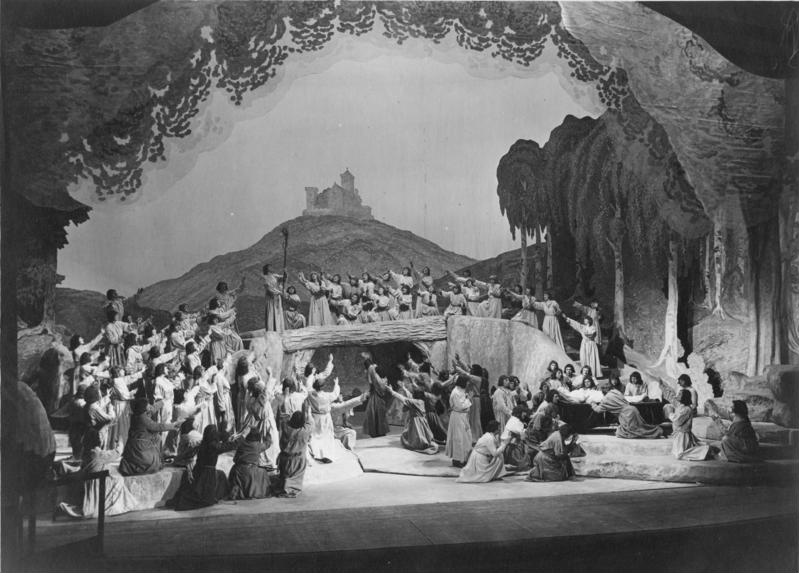
Závěrečná scéna Tannhäusera z roku 1930 inscenovaného Siegfiedem Wagnerem

Problematické však bylo politické vyznění slavností. Již zahajovací premiéra Mistrů pěvců norimberských se zvrhla v nepokrytou nacionalistickou akci; mezi hosty se nacházeli Erich Ludendorff a Heinrich Claß. Závěrečný potlesk po 3. dějství vyústil v to, že obecenstvo (k velkému rozhořčení Siegfrieda Wagnera) ve stoje zazpívalo německou hymnu. Nepříznivý ohlas této události v německém i zahraničním tisku vedl Siegfrieda ke snaze „udržovat Bayreuth stranou všech politických vlivů.“
Wagnerova rodina i další lidé okolo slavností po celou dobu udržovali úzké vztahy k nacionalistickým, protirepublikánským a antisemitským kruhům. Zejména poté, co se Siegfriedova sestra Eva vdala za rasového teoretika Houstona Stewarta Chamberlaina, se stal Bayreuth ideovým střediskem krajně pravicových kruhů. Chamberlain jej oslavoval: „Festivalové divadlo v Bayreuthu je bojový symbol, vojenská zástava, kolem níž se shromažďují věrní ve válečné zbroji.“ Po první světové válce navázali Wagnerovi, zejména Siegfriedova manželka Winifred, důvěrné přátelství s Adolfem Hitlerem; i pro něj byl Bayreuth místem, „kde byl ukován duchovní meč, s nímž nyní bojujeme“. Siegfried tyto názory víceméně sdílel, v praxi vedení slavností se však od nich postupně distancoval. Mezi jím zvanými umělci bylo čím dál více zahraničních osobností, poprvé zpívali hlavní role Židé (např. významný představitel Wotana Friedrich Schorr; Hitler byl tím natolik znechucen, že od roku 1925 slavnosti nenavštívil). Proti velmi konzervativně naladěnému obecenstvu i kritice a přes nedostatek peněz prosazoval postupně režijní a scénické inovace, byl však kritizován jak modernistickou částí kulturní obce, tak nacionalisty a tradicionalisty (např. Hansem Pfitznerem).
Vynikající dirigentskou osobností Siegfriedovy éry byl Fritz Busch, kmenovým dirigentem byl již od roku 1901 Karl Muck. Na sezónu 1930 se Siegfriedovi podařilo získat nejslavnějšího dirigenta té doby, protifašisticky zaměřeného Artura Toscaniniho, prvního neněmeckého dirigenta v Bayreuthu. Při její přípravě (zkoušce na Soumrak bohů) však utrpěl srdeční infarkt a 4. července 1930 zemřel, aniž by se dožil své kriticky nejvíce oceňované inscenace Tannhäusera.

### „Hitlerův Bayreuth“ (1930–1944)
Bezprostředně po smrti Siegfrieda Wagnera převzala, na základě jeho závěti, vedení festivalu Siegriedova žena Winifred. Musela brzy řešit značné problémy, sezóna 1930 byla poznamenána napětím a žárlivými výstupy mezi dirigenty Arturem Toscaninim a Karlem Muckem, stejně jako následující ostrým konfliktem mezi Toscaninim a Wilhelmem Furtwänglerem. Přesto a přes hospodářskou krizi patřily obě sezóny k umělecky i finančně nejzdařilejším.
Situaci změnil nástup NSDAP k moci začátkem roku 1933. Nový režim se přihlásil k Richardu Wagnerovi jako „heroldovi národního socialismu“ (v tomto smyslu o něm mluvil nacistický ideolog Alfred Rosenberg) a k bayreuthským slavnostem jako duchovnímu centru, to však nebylo pro řadu umělců i diváků dobrým doporučením. Toscanini, hlavní hvězda slavností, odvolal krátce před začátkem zkoušek na slavnosti roku 1933 svou účast pro nesouhlas s převzetím moci v Německu nacisty. I řada jiných zahraničních umělců postupně odřekla účast, z domácích zase mnoho muselo opustit Německo pro židovský původ nebo pro politické názory. Prodej vstupenek na sezónu 1933 zaznamenal velký propad a slavnosti před úpadkem zachránila až velkorysý příspěvek Říše.

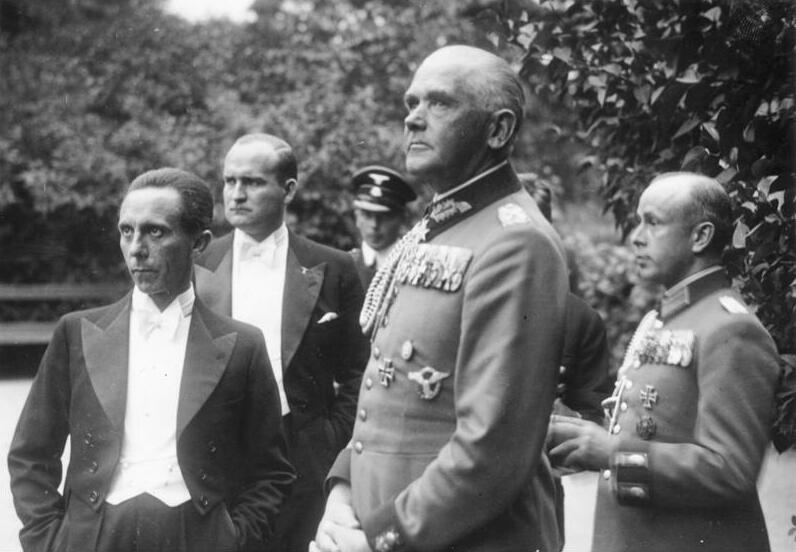
Joseph Goebbels a Werner von Blomberg o přestávce na Hudebních slavnostech v Bayreuthu 1937, snímek z německého Spolkového archivu

Richard Wagner byl od mládí idolem Adolfa Hitlera, Winifred Wagnerová byla jedna z jeho prvních významných podporovatelek a obdivovatelek a později i blízká přítelkyně. Výsledkem bylo, že se bayreuthské hudební slavnosti, které Hitler v letech 1933–1940 každoročně navštěvoval, staly výkladní skříní nacistické kulturní propagandy, slovy Thomase Manna „Hitlerovo dvorní divadlo“. Na druhé straně si Winifred díky osobnímu vztahu s Vůdcem uchovala v jejich řízení značnou nezávislost, svého postavení využívala mj. k tomu, aby chránila některé „své“ židovské, levicové nebo homosexuální umělce. Udržela si rovněž své dva hlavní spolupracovníky, jež do Bayreuthu přivedl již Siegfried, totiž dirigenta a režiséra Heinze Tietjena a scénografa Emila Preetoria, přestože je nacistický režim považoval za politicky nespolehlivé; s nimi rovněž udržela relativní politickou nezávislost slavností v uměleckých i personálních otázkách. Poprvé tak faktické umělecké rozhodování o slavnostech spočívalo v rukou osvědčených profesionálů.
I díky tomu dosáhly Hudební slavnosti v Bayreuthu v letech 1933–1939, přes absenci většiny mezinárodních hvězd, nejvyššího uměleckého standardu ve své historii. Jediným významným dirigentem byl Wilhelm Furtwängler, jehož vztahy s Wagnerovými byly však trvale napjaté; slavnými zpěváky této éry byli například Max Lorenz, Fritz Völker, Rudolf Bockelmann, Maria Müllerová nebo Frida Leiderová. Tietjenova režie i Preetoriova výprava navazovaly na avantgardní tradice Adolpha Appii a berlínské Krollovy opery 20. let, což bylo ve „zglajchšaltované“ divadelní produkci Třetí říše výjimkou. Díky organizačnímu a personálnímu propojení s Berlínskou státní operou (vedenou Tietjenem) měl orchestr i pěvecký soubor mnohem větší stabilitu a možnost zkoušet po celý rok, namísto dosavadního formování ad hoc pro sezónu. Vysoké státní příspěvky umožňovaly nákladnou výpravu i velký počet účinkujících, zejména sboru: ve 3. dějství Mistrů pěvců norimberských se na scéně objevilo až 800 účinkujících. Vzhledem k tomu, že se řada tradičních milovníků Wagnerových oper rekrutovala ze skupin obyvatelstva, ke kterým byl nacistický režim nepřátelský (Židé, levicová a liberální inteligence, cizinci z některých zemí, homosexuálové...), prodej vstupenek přes finanční podporu a oficiální propagaci váznul a značnou část musely vykupovat státní organizace, zejména „Kraft durch Freude“ (KdF).
Po vypuknutí války hodlala Winifred pořádání slavností přerušit, na podnět Hitlera však byly místo toho zřízeny tzv. Válečné slavnosti (Kriegsfestspiele). Umělecká organizace byla ponechána týmu Winifred Wagnerové, namísto normálního prodeje vstupenek však byly poukazy přidělovány výlučně prostřednictvím Kraft durch Freude příslušníkům vojska a SS, pracovníkům zbrojního průmyslu a s průběhem války čím dál více zraněným vojákům a jejich ošetřujícímu personálu, kteří se účastnili slavností jako „Vůdcovi hosté“. Umělecká úroveň slavností byla udržována, publikum však nebylo celkově příliš vnímavé. Ze slavností byly často vysílány rozhlasové přenosy. Vedoucím příslušného oddělení KdF s názvem Dovolená a cestování („Urlaub und Reise“) byl Bodo Lafferentz, který zajišťoval organizaci festivalu po této stránce; roku se 1943 svatbou s Verenou Wagnerovou stal Winfrediným zetěm.
Od roku 1941 se slavností čím dál více dotýkala válka. Např. v prvním festivalovém týdnu roku 1941 začínalo již kolem 21 hodin nařízené plné zatemnění, a představení proto začínala již krátce po poledni. Nálada bayreuthských obyvatel se stále více obracela proti návštěvníkům festivalu a umělcům, o které bylo pečováno za „téměř mírových podmínek“, což zejména v posledních letech kontrastovalo s všeobecnou rostoucí hmotnou nouzí i utrpením. V letech 1943 (16×) a 1944 (12×) se hráli již jen Mistři pěvci norimberští v režii Heinze Tietjena a výpravě Wielanda Wagnera. Jednalo se o nejpolitičtější a režimu nejpoplatnější inscenaci Winifrediny éry. Ve sboru i v orchestru působili členové divize SS „Wiking“. Poslední z dvanácti představení tohoto roku, a tím i poslední představení za Třetí říše, se konalo 9. srpna 1944.

### „Nový Bayreuth“ (1951–1966)
Festivalové divadlo přetrvalo bombardování Bayreuthu na konci II. světové války (na rozdíl od Wagnerovy vily Wahnfried) bez poškození, obnovení festivalu však bylo zprvu stěží představitelné. Bayreuthské hudební slavnosti byly v německém i světovém veřejném povědomí pevně spojeny s krajní pravicí a zejména s nacistickým režimem. Festival i divadlo navíc byly soukromým majetkem rodiny Wagnerových, jejichž veřejné působení –zejména Winifred Wagnerové jako jedné z nejviditelnějších tváří kultury hitlerovského Německa – bylo nemožné. Winifred samotná byla obžalována a prošla soudním denacifikačním procesem, divadlo bylo spolu s ostatním rodinným majetkem zabaveno a sloužilo nejprve pro kulturní a náboženské účely americké posádky, od roku 1946 pak jako bayreuthské městské divadlo; rodina považovala obojí za znesvěcení wagnerovského svatostánku. Město mělo zájem na obnovení festivalu a uvažovalo se o tom, že jeho vedení převezme některý nezkompromitovaný člen Wagnerovy rodiny, Siegfriedova dcera Friedelind, která před nacismem uprchla do USA, nebo synovec F. W. Beidler. Nakonec byla věc vyřešena tím, že se Winifred Wagnerová 21. ledna 1949 vzdala veřejné činnosti výměnou za přeměnu trestu na podmíněný. Vzdala se i řízení slavností a udělila k tomuto účelu plné moci svým synům Wielandovi a Wolfgangovi, kteří měli festival provozovat společně.
Roku 1949 byla založena Společnost přátel Bayreuthu, která si vytkla za cíl získat peněžní dary pro obnovení slavností. Již o letnicích roku 1950 bylo k dispozici 400 000 marek, s příspěvky z veřejných zdrojů pak dosáhl cílové částky 1 500 000 marek na podzim. Dosud zabavený majetek Winifred Wagnerové, včetně festivalového divadla, byl 28. února 1949 uvolněn. Organizaci festivalu zajišťovali bratři Wagnerovi, Wieland zejména z umělecké stránky a Wolfgang z finanční a organizační; tento model v zásadě úspěšně přetrval po celou dobu jejich spolupůsobení, přestože v osobních vztazích mezi nimi vznikla zakrátko značná nevraživost.
První poválečné slavnosti začaly 30. července 1951 slavnostním uvedením Beethovenovy Deváté symfonie (dirigoval Wilhelm Furtwängler) a překvapivou, kriticky velmi oceňovanou minimalistickou inscenací Parsifala koncipovanou Wielandem Wagnerem; vedle toho byly v první sezóně inscenovány Prsten Nibelungův a Mistři pěvci norimberští. Mezi účastníky byla řada významných osobností, z dirigentů Herbert von Karajan a Hans Knappertsbusch, jakož i řada wagnerovských pěvců od Marthy Mödlové a Wolfganga Windgassena k dosud neznámí Astrid Varnayové a k začínající Elisabeth Schwarzkopfové. I z ekonomického hlediska se festival ukázal jako životaschopný.
Model etablovaný roku 1951 přetrval v zásadě dosud: každoroční hudební slavnosti, obvykle s jednou novou inscenací za sezónu plus reprízami ze sezón minulých. Dirigenti se nyní střídali (i když určité neformální vedoucí postavení si až do své smrti udržoval Knappertsbusch), vraceli se sem např. Joseph Keilberth, Wolfgang Sawallisch nebo Karl Böhm, Wieland přizval i významného představitele poválečné moderny Pierra Bouleze. Mezi pěvecké hvězdy slavností patřily např. Hans Hotter, Leonie Rysaneková a Anja Silja. S výjimkou Mistrů pěvců v zahajovací sezóně zajišťoval režii i scénografii až do roku 1968 výlučně Wieland nebo Wolfgang Wagner.
Hudební slavnosti v této epoše, nazývané „nový Bayreuth“, ihned navázaly na vynikající hudební úroveň dřívějších období. V jiných ohledech se však snažily od předválečných slavností co nejvíce odlišit. Tradice se vědomě zříkaly, naopak se staly zdrojem nových inscenačních impulsů pro operu a hudební divadlo. Především inscenace Wielanda Wagnera (počínaje legendárním Parsifalem z roku 1951), který svým radikálním konceptem „vyklizení“ („Entrümpelung“) scény vystihl dobovou atmosféru poválečného Německa i Evropy: potřebu oprostit se od tradic a hledat s minimalistickou výpravou a razantně zjednodušeným hereckým projevem zcela nové významy historických děl. Jak Wieland Wagner tvrdil, „Richard Wagner není památkově chráněn“. Cíleně v operách svého děda potlačoval nebo ironizoval nacionalistické a militaristické tóny, namísto epického romantismu a barvitosti nastoupila psychoanalytická interpretace a soustředěnost výrazu. Tento styl od počátku bojoval se značným nepochopením tradicionalisticky naladěného obecenstva i s rozpaky kritiky, brzy se však ukázal velmi inspirativním a vlivným. Wieland Wagner vytvořil řadu inscenací i pro jiná divadla a jako geniální režisér a inovativní scénograf byl hojně obdivován a napodobován až do 70. let. Kritika mu ale vytýkala vyzvednutí úlohy režiséra/scénografa na úkor díla resp. jeho autora. Vedle Waltera Felsensteina a Günthera Rennerta byl ve své době hlavním představitelem tzv. „režijního divadla“ (Regietheater) v opeře.

### „Bayreuthská dílna“ (1966–2008)
Roku 1966 Wieland Wagner náhle zemřel a vedení festivalu zůstalo na jeho bratrovi Wolfgangovi, který byl postaven před řadu problémů. Jeden z hlavních byl právně-organizační. Podle testamentu Siegfrieda Wagnera měl být po smrti jeho manželky Winifred úkol pokračovat v pořádání festivalu a veškerý majetek s tím spojený rozdělen mezi jejich čtyři děti, popřípadě jejich potomky. Myšlenka takovéhoto společného spravování se však ukazovala z osobního – jednotlivé větve rodiny byly velmi znepřáteleny – ale z finančního a organizačního hlediska neproveditelná. Rodina navíc měla finanční potíže, divadlo potřebovalo investice a veřejnoprávní sponzoři naléhali na přiznání určitého rozhodovacího vlivu. Winifred a Wolfgang proto od roku 1967 prosazovali převedení majetku i poslání na nadaci, která byla po obtížných jednáních 2. května 1973 založena pod názvem Nadace Richarda Wagnera Bayreuth. Rodina Wagnerových přenechala městu Bayreuthu bezplatně Festivalové divadlo i vilu Wahnfried a prodala pobočnou budovu Wahnfriedu, tzv. Siegfriedův dům. Město postoupilo divadlo nadaci a Wahnfried i Siegfriedův dům jí trvale pronajalo ke zřízení Muzea Richarda Wagnera. Vedle toho přenechala rodina archiv a knihovnu Richarda Wagnera, včetně cenných rukopisů a uměleckých předmětů, několika veřejnoprávním institucím za odškodnění ve výši 12,4 milionů marek. Nadaci utvořily a v jejím vedení jsou především veřejnoprávní subjekty (Spolková republika Německo, Svobodný stát Bavorsko, město Bayreuth aj.), Společnost přátel Bayreuthu a zástupci rodiny Wagnerovy (disponují 1/6 hlasů v radě nadace). Tato nadace zaštiťující Hudební slavnosti v Bayreuthu působí v nezměněné podobě dosud a mj. jmenuje vedoucího hudebních slavností. Prvním vedoucím byl zvolen doživotně Wolfgang Wagner.

Dalším závažným problémem bylo zajistit uměleckou úroveň festivalu. Po smrti Wielanda Wagnera řada umělců přitahovaných jeho osobností spolupráci se slavnostmi přerušila. Wolfgangovy vlastní inscenace byly po režijní i scénografické stránce vesměs považovány za neumělé, plytké a konzervativní; ostatně manažerské zajišťování provozu mu nedovolilo se této činnosti plně věnovat. Nicméně těmto výtkám Wolfgang Wagner čelil konceptem „dílny Bayreuth“ (Werkstatt Bayreuth): „Ustavičné živé vypořádávání se s aktuálnem, s naší přítomností, to je, co rozumíme pod pojmem ‚dílna Bayreuth‛“. Odklonil se tak definitivně od představy Richarda Wagnera o tom, že Bayreuth slouží pro „modelové inscenace“ jeho děl. K tvorbě jednotlivých inscenací zval režiséry i celé inscenační týmy. Jeho volba byla často překvapivá a experimentální. Mj. zval často umělce z druhé strany „železné opony“), přičemž mnozí z pozvaných neměli předchozí zkušenosti s operou. Ne všechny pokusy byly zdařilé (například Prsten Petera Halla 1983), avšak řada z nich měla značný ohlas a význam. Významným aspektem „dílny Bayreuth“ je rovněž to, že se inscenace po několik let opakují, ale ne v nezměněné podobě; režie i výprava jsou na základě zkušeností dále dopracovávány. První z těchto inscenací byl roku 1969 Bludný Holanďan činoherního režiséra Augusta Everdinga a československého scénografa Josefa Svobody.

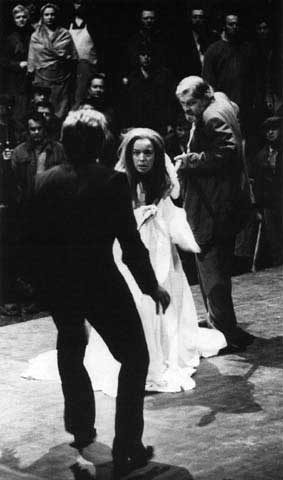
Pěvkyně Gwyneth Jones v Prstenu století režiséra Patrice Chéreaua

Roku 1976 uvedl režisér Patrice Chéreau ke stému výročí slavností novou inscenaci Prstenu Nibelungova, známou pod názvem Prsten století (Jahrhundertring). Ta přinesla opět rozsáhlou stylistickou změnu a obnovu pojetí, která sice zprvu vyvolávala značné rozhořčení a protesty, později se však prokázala její vynikající umělecká úroveň, předjímající a předurčující další vývoj operní režie. Mezi odvážné a obdivované inscenace patřily i Tannhäuser režiséra Götze Friedricha (1972), Tristan a Isolda Heinera Müllera (1993) a Parsifal Christopha Schlingensiefa (2004).

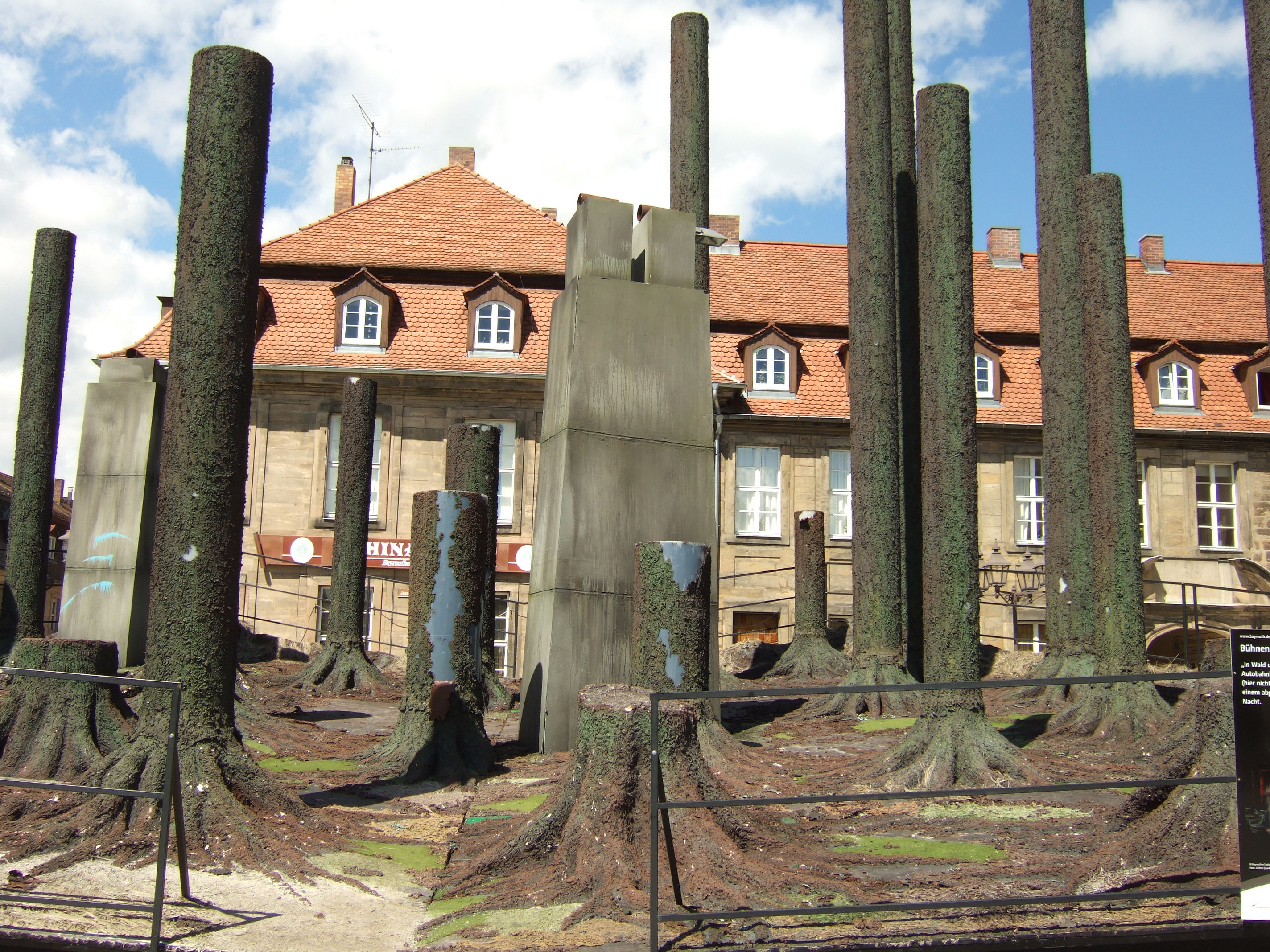
Dekorace Franka Philippa Schlößmanna pro 2. dějství Siegfrieda pro inscenaci Tankreda Dorsta, vystavená na náměstí Am Geißmarkt

Wolfgang Wagner přilákal do Bayreuthu opět řadu významných dirigentských osobností, jako byli či jsou Carlos Kleiber, Pierre Boulez, Daniel Barenboim, James Levine, Christian Thielemann). Problémem projevujícím se již od 60. let je však mnohdy nedostatek dobrých wagnerovských zpěváků. V rámci „Bayreuthské dílny“ byli často zváni začínající zpěváci; přes objev nových talentů byli někteří kritikové přesvědčení, že „Wolfgang se svou myšlenkou ateliéru zahájil umělecký sestup slavností“ (D.-D. Scholz).
Ve vedení hudebních slavností po smrti Wielanda Wagnera asistovala Wolfgangu Wagnerovi do roku 1976 jeho dcera Eva Wagnerová-Pasquierová, po rodinné roztržce pak jeho druhá žena Gudrun Wagnerová.
Od 90. let 20. století probíhaly ve sdělovacích prostředcích i jinde četné spekulace o následnictví po Wolfgangovi Wagnerovi; jeho zdravotní problémy se množily a vedení slavností prakticky spočívalo zcela v rukou jeho ženy Gudrun, a to až do její smrti v listopadu 2007. Kritika zaznamenávala uměleckou stagnaci slavností. Za možné kandidáty pro vedení slavností byli považováni Nike Wagnerová, Eva Wagnerová-Pasquierová nebo Wieland Lafferentz. Wolfgang Wagner sám zahájil jednání o svém nástupci v roce 1999, doufal však, že se jím stane jeho manželka a výhledově pak dcera z druhého manželství Katharina Wagnerová (* 1978). Roku 2001 však rada Nadace Richarda Wagnera Bayreuth proti jeho vůli zvolila (22 hlasy z 24) novou vedoucí jeho dceru z prvního manželství Evu, ta však na svou funkci brzy po volbě rezignovala, neboť Wolfgang Wagner se s odvoláním na svou doživotní smlouvu nehodlal vedení slavností dobrovolně vzdát. Po náhlé smrti Gudrun Wagnerové v listopadu 2007 se otázka nástupnictví ve vedení slavností stala s ohledem na Wolfgangův vysoký věk opět neodbytná. V dubnu 2008 Wolfgang Wagner sám navrhl správní radě řešení, podle něhož by se uměleckými vedoucími festivalu po něm staly společně obě jeho dcery Eva a Katharina.
Poté, co Katharina Wagnerová i Eva Wagnerová-Pasquierová naznačily svou připravenost k vzájemné spolupráci, sdělil Wolfgang Wagner dopisem správní radě nadace svůj úmysl odstoupit z vedení slavností k 31. srpnu 2008. Jeden týden před uplynutí lhůty pro podávání kandidatur a před zasedáním správní rady nadace věnovanému obsazení k 1. září 2008 se se zájmem o převzetí řízení slavností přihlásila i Nike Wagnerová spolu s renomovaným kulturním manažerem Gérardem Mortierem, v té době uměleckým vedoucím významných Hudebních slavností v rakouském Salcburku. Správní rada nadace však zvolila na zmíněném zasedání obě dcery Wolfganga Wagnera, Katharinu Wagnerovou a Evu Wagnerovou-Pasquierovou, za nové umělecké vedoucí Hudebních slavností v Bayreuthu.

## Dnešní festival (od roku 2009)

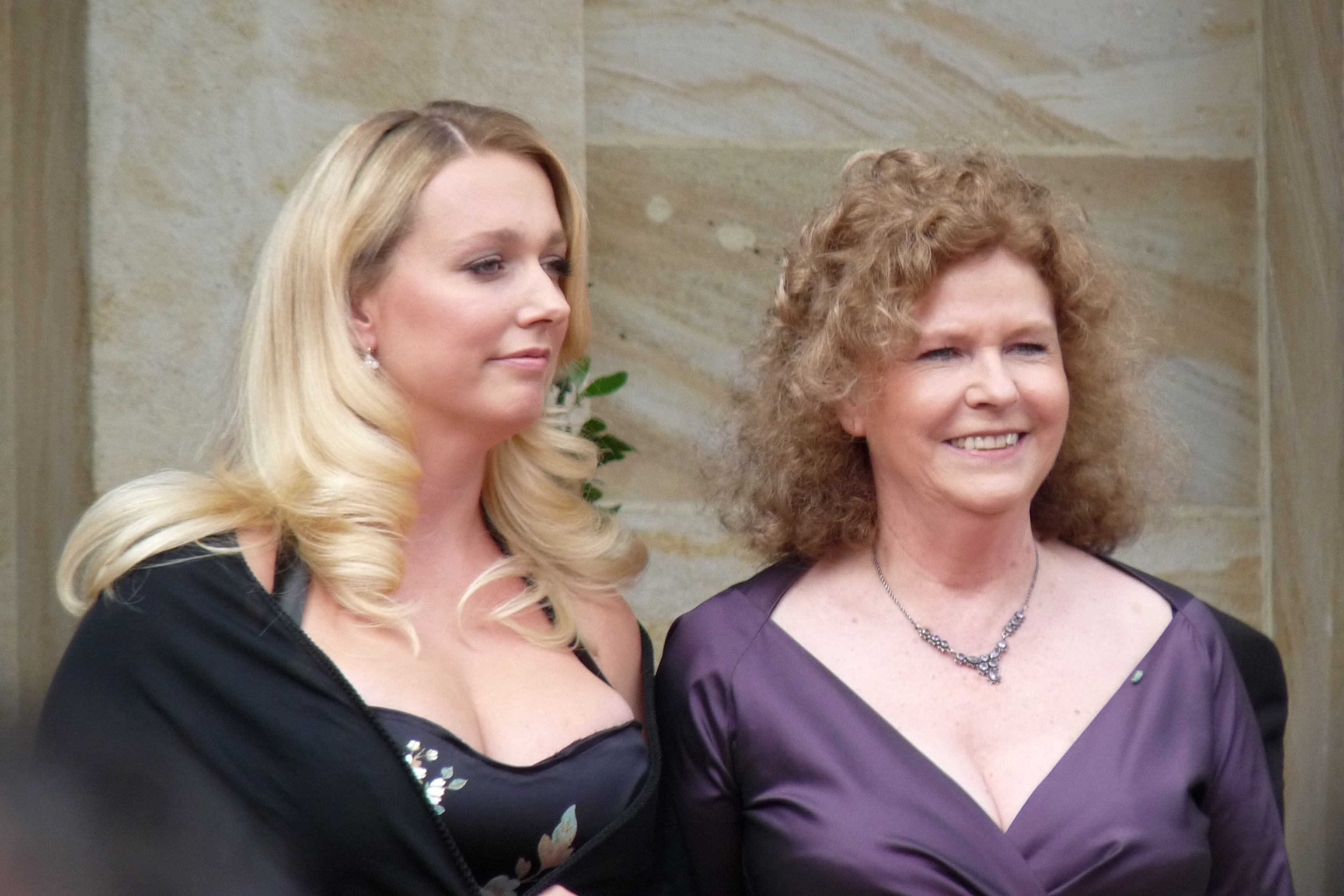
Katharina Wagnerová (vlevo) a Eva Wagnerová-Pasquierová (vpravo) při premiéře na Hudebních slavnostech v Bayreuthu 2009

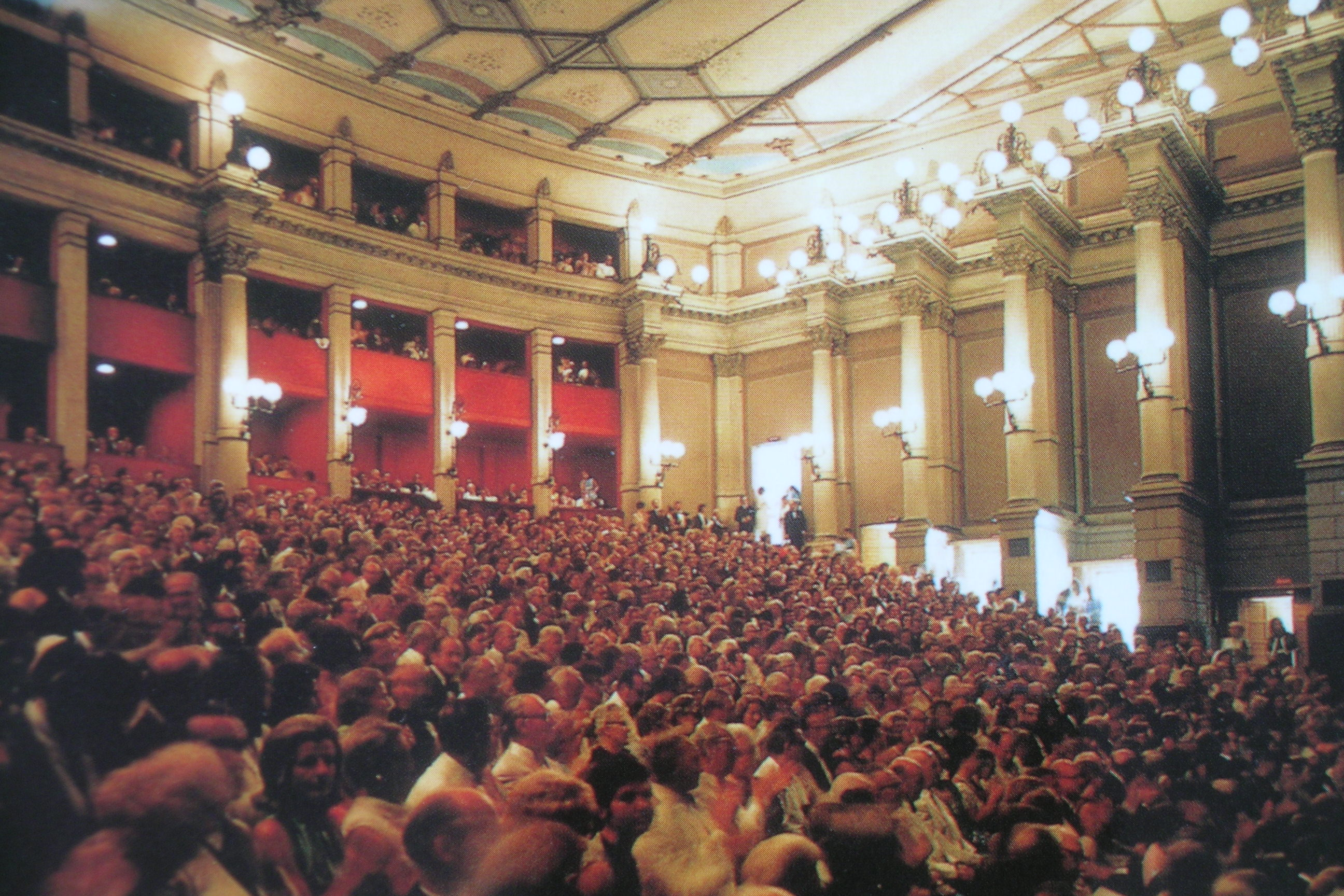
Hlediště Festivalového divadla v Bayreuthu

Zřizovatelem Festivalového divadla v Bayreuthu je od roku 1973 Nadace Richarda Wagnera Bayreuth. Členy nadace jsou Spolková republika Německo, Svobodný stát Bavorsko, město Bayreuth, Společnost přátel Bayreuthu, Bavorská zemská nadace, Hornofranská nadace, vládní obvod Horní Franky a členové rodiny Richarda Wagnera. Jednatelem správní rady nadace je starosta města Bayreuthu (v současnosti Michael Hohl). Organizaci slavností zajišťuje od roku 1986 společnost Bayreuther Festspiele GmbH, jejímiž společníky s rovnými podíly (25 %) jsou Spolková republika Německo, Svobodný stát Bavorsko, město Bayreuth a Společnost přátel Bayreuthu. Celkové vedení zajišťovaly po odstoupení Wolfganga Wagnera společně skladatelovy pravnučky Katharina Wagnerová a Eva Wagnerová-Pasquierová, od září 2015 je jedinou obchodní a uměleckou ředitelkou festivalu Katharina Wagnerová. Jako de facto hudební ředitel působí dirigent Christian Thielemann.
Slavnosti se konají každoročně od 25. července do 28. srpna, v průběhu jednoho festivalu se odehraje třicet představení. Z hudebního hlediska jsou představení Wagnerových slavností – zejména pokud se týče sboru a orchestru – považována za světově mimořádná, což souvisí i s architektonickými a akustickými zvláštnostmi divadelní budovy (např. tzv. „mytická propast“, volný prostor mezi proscéniem a jevištěm nad zakrytým orchestrem). Mají rovněž značný hospodářský význam pro město Bayreuth a jeho okolí. Návštěvníci mají možnost navštívit Haus Wahnfried, v němž je umístěno Muzeum Richarda Wagnera a jiné památky hudebního zájmu (Markrabské operní divadlo, Muzeum Franze Liszta, výstavní síň továrny na klavíry Steingraeber und Söhne), nakupovat wagnerovskou literaturu i zvukové a obrazové nahrávky nebo účastnit se doprovodných akcí (koncerty, přednášky, public viewing).

## Vstupenky
Oněch 30 představení, jež se ročně konají, může zhlédnout cca 58 000 diváků (kapacita sálu je 1925 sedadel). Od roku 1955 jsou každoročně vyprodána, a to dlouho předem. Ročně je totiž podáno až 600 000 tisíc žádostí o vstupenku, takže za normálních okolností může čekací doba trvat pět až deset let. V důsledku této mimořádně vysoké poptávky a omezenému počtu dostupných vstupenek, resp. míst ve Festivalovém divadle, existuje problém s černým trhem se vstupenkami, na kterém jsou prodávány za vysoce nadsazené, často mnohonásobné ceny. Vedení festivalu se těmto praktikám (jež se poprvé objevily roku 1891) snaží čelit, mj. tím, že vstupenky jsou přidělovány na jméno, takže u diváků může být při vstupu kontrolována totožnost. Zejména za éry Wolfganga Wagnera však byla část viny dávána neprůhlednému rozdělování vstupenek, z nichž jen část šla do přímého prodeje. V současnosti je počet volných vstupenek velmi omezen, většina je prodávána veřejnosti a je nutné o ně požádat na podzim předcházejícího roku vyplněním dosti podrobné žádosti. Do roku 2011 se žádosti zasílají výlučně poštou, od roku 2012 však bude možná též on-line rezervace. Část vstupenek je však tradičně přidělována Společnosti přátel Bayreuthu, která se podílí na financování i organizaci festivalu a která část vstupenek přiděluje svým členům. Menší počty vstupenek pak získávají uznané společnosti Richarda Wagnera po celém světě, jež je obvykle rozdělují mezi členy losem. Spolupracovníci, zvláště přizvaní hosté a příjemci stipendií se mohou rovněž zúčastnit generálních zkoušek. Problém s obdržením vstupenek na festival částečně řeší veřejné promítání (public viewing) a produkce zvukových i obrazových záznamů.
Standardní cena vstupenky v roce 2011 činí mezi 15 a 280 eur, podle kategorie sezení. Vedle toho je k dispozici ještě malý počet míst s omezeným výhledem na jeviště (za cenu 15 eur) a posluchačských míst (za cenu 8 eur). V porovnání se srovnatelnými festivaly a s přihlédnutím k obecně vysoké umělecké kvalitě představení jsou ceny považovány za velmi umírněné.
Spolek Richarda Wagnera (Richard-Wagner-Verband) uděluje každoročně stipendia, která umožňují bezplatnou návštěvu představení zejména studentům. I to je pokus o naplnění ideální představy Richarda Wagnera, aby slavnosti mohl navštívit každý, kdo má o jeho hudbu vážný zájem, bez ohledu na své finanční možnosti.

## Repertoár
Jak psal Richard Wagner roku 1882 v jednom z dopisů Ludvíku II., zamýšlel postupně uvést ve festivalovém divadle všechna svá díla „takovým způsobem, aby tyto inscenace mohly být předány jako vzor správnosti budoucím generacím“. O několik měsíců později zemřel. Ještě krátce před smrtí se zabýval myšlenkou přepracovat svého Tannhäusera a Bludného Holanďana tak, aby byli „hodni Bayreuthu“. Uvedení svých raných děl (Zákaz lásky, Víly, Rienzi) sice nezakázal, neprojevil však o ně ani žádný zájem.

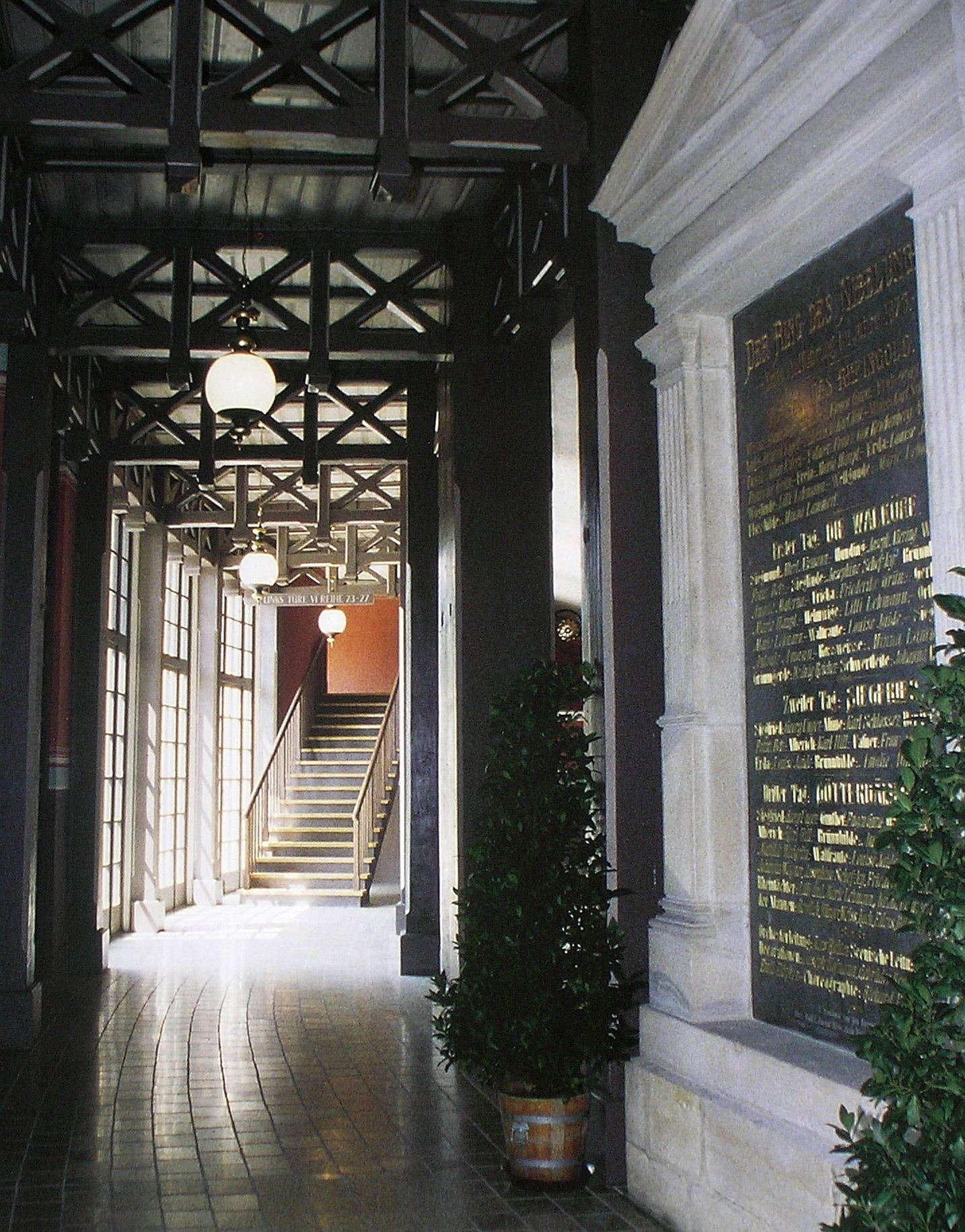
Pamětní deska na první provedení Prstenu Nibelungova

Teprve Siegfried Wagner ve své závěti z roku 1929 závazně stanovil, co bylo dosud jen dodržovanou praxí, totiž že na bayreuthských hudebních slavnostech smějí být hrána pouze díla Richarda Wagnera. O tom, zda je toto ustanovení stále závazné, bylo opakovaně diskutováno, a to i v rámci debaty o nástupnictví po bývalém uměleckém vedoucím slavností Wolfgangu Wagnerovi, který odstoupil k 31. srpnu 2008. Názory se lišily od přidržení se stávajícího repertoáru, jak je zastává stávající vedení, přes připojení buď jen Rienziho, nebo všech tří Wagnerových raných oper, až po rozšíření na jiná díla – například ta, která měla na Wagnera největší vliv a která odpovídala jeho představě o repertoáru „německého národního divadla“ (Weberův Čarostřelec nebo Beethovenův Fidelio).
Dosud se však v Bayreuthu hraje jen deset hlavních Wagnerových děl, od Holanďana po Parsifala (tzv. „Bayreuthský kánon“). Hrací plán je více méně fixován od obnovení festivalu roku 1951. Páteří festivalu jsou tři cykly Prstenu Nibelungova (se čtyřmi částmi Zlato Rýna, Valkýra, Siegfried, Soumrak bohů). Nejsou hrány bezprostředně po sobě, ale v rozpětí šesti dnů s volným dnem po Valkýře a Siegfriedovi (do roku 1953 jen s jedním volným dnem). Vedle nich se hrají tři z dalších šesti děl (Bludný Holanďan, Tannhäuser, Lohengrin, Tristan a Isolda, Mistři pěvci norimberští a Parsifal). Každý rok je uvedena jedna nová inscenace. Prsten Nibelungův je nově inscenován zhruba jednou za pět až sedm let; vždy před novou inscenací probíhá jedna sezóna bez Prstenu, ve které se hraje pět zbývajících oper, takovou sezónou je rok 2011. Příprava nových inscenací začíná často několik let předem.
Pro bližší podrobnosti o inscenacích od založení slavností viz článek Seznam inscenací Hudebních slavností v Bayreuthu.
Od založení festivalu (1876) do roku 2010 byly hrány: Bludný Holanďan 203×, Tannhäuser 196×, Lohengrin 203×, Tristan a Isolda 208×, Mistři pěvci norimberští 301×, Zlato Rýna 213×, Valkýra 213×, Siegfried 212×, Soumrak bohů 216×, Parsifal 507×, tj. celkem 2485 představení.
Příležitostně byla ve festivalovém divadle provedena též Beethovenova symfonie č. 9. Richard Wagner sám toto dílo dirigoval 22. května 1872 v Markrabském operním divadle při příležitosti kladení základního kamene k Festivalovému divadlu. V rámci hudebních slavností zazněla symfonie č. 9 pod vedením Richarda Strausse (1933), Wilhelma Furtwänglera (1951, 1954), Paula Hindemitha (1953), Karla Böhma (1963) a Christiana Thielemanna (2001). Ke 100. výročí smrti Wagnerova tchána Franze Liszta byla roku 1986 provedena jeho Faustovská symfonie.

## Účinkující
Festival disponuje zvlášť ustaveným sborem a orchestrem, které zajišťují všechna představení.
Orchestr Hudebních slavností v Bayreuthu (Orchester der Bayreuther Festspiele) je složen z hudebníků významných orchestrů především německy mluvícího prostoru; je každoročně postupně obnovován. Hudebníci jsou angažováni obvykle na doporučení dirigenta nebo uznávaných hudebníků stejného nástrojového oboru. V průběhu historie se několikrát vynořila myšlenka zajistit místo každoročního tvoření souboru ad hoc působení některého stálého orchestru, nakonec však dosavadní způsob — preferovaný samotným Richardem Wagnerem — přetrval. Dirigenty vybírá tradičně vedení festivalu; historicky mnoho světově proslulých dirigentů považovalo pozvání za čest (Arturo Toscanini, Richard Strauss, Wilhelm Furtwängler, Herbert von Karajan, Pierre Boulez, Georg Solti, Daniel Barenboim...), přestože dirigování v Bayreuthu je kvůli zvláštní konstrukci a umístění orchestřiště velmi specifické a obtížné: rozesazení orchestru je netradiční, dirigent slyší nástroje i hlasy zkresleně oproti divákům. V důsledku zakrytí orchestřiště navíc hlas nástrojů dorazí k posluchači později než hlas zpívaný ze scény, což musí dirigent i účinkující trvale zohledňovat.
Sólisté jsou vybíráni vedením festivalu nebo dirigentem. Zjevná je zvláštní péče při výběru, zejména o vyváženost obsazení. Účast známých operních pěvců je někdy ztěžována výší odměny, kterou festival nabízí. Přestože gáže postupně stoupaly, stále platí, že jsou poměrně nízké; navíc se udržuje systém, podle kterého se odměna odvozuje od velikostí a obtížností role, a tedy není sjednávána pro každého umělce individuálně. Přesto je pro řadu účinkujících účast v Bayreuthu věcí profesní cti (slavná pěvkyně Astrid Varnayová prohlásila: „V Bayreuthu se pracuje, peníze vyděláváme jinde.“). Větší překážkou je však přetrvávající obtížnost najít v moderní době dostatečné „wagnerovské“ hlasy.
Sbor Hudebních slavností v Bayreuthu (Chor der Bayreuther Festspiele) byl rovněž vždy vybírán zvlášť pro tuto příležitost. V současné podobě funguje od roku 1951. Obměňuje se postupně, stejně jako orchestr, a jeho značnou část tvoří sólisté nebo příležitostní sólisté. Party sborů ve Wagnerových operách jsou objemné a náročné a akustické poměry ve Festivalovém divadle jsou jedinečné, proto je práce sboru značně namáhavá. Sbor hudebních slavností má trvale vynikající pověst, Sbormistry byli Julius Kniese, Hugo Rüdel, Friedrich Jung, v poválečné době pak Wilhelm Pitz (1951–1971) a Norbert Balatsch (1972–1999). Od roku 2000 jej vede Eberhard Friedrich.

## Zvyklosti a zajímavosti

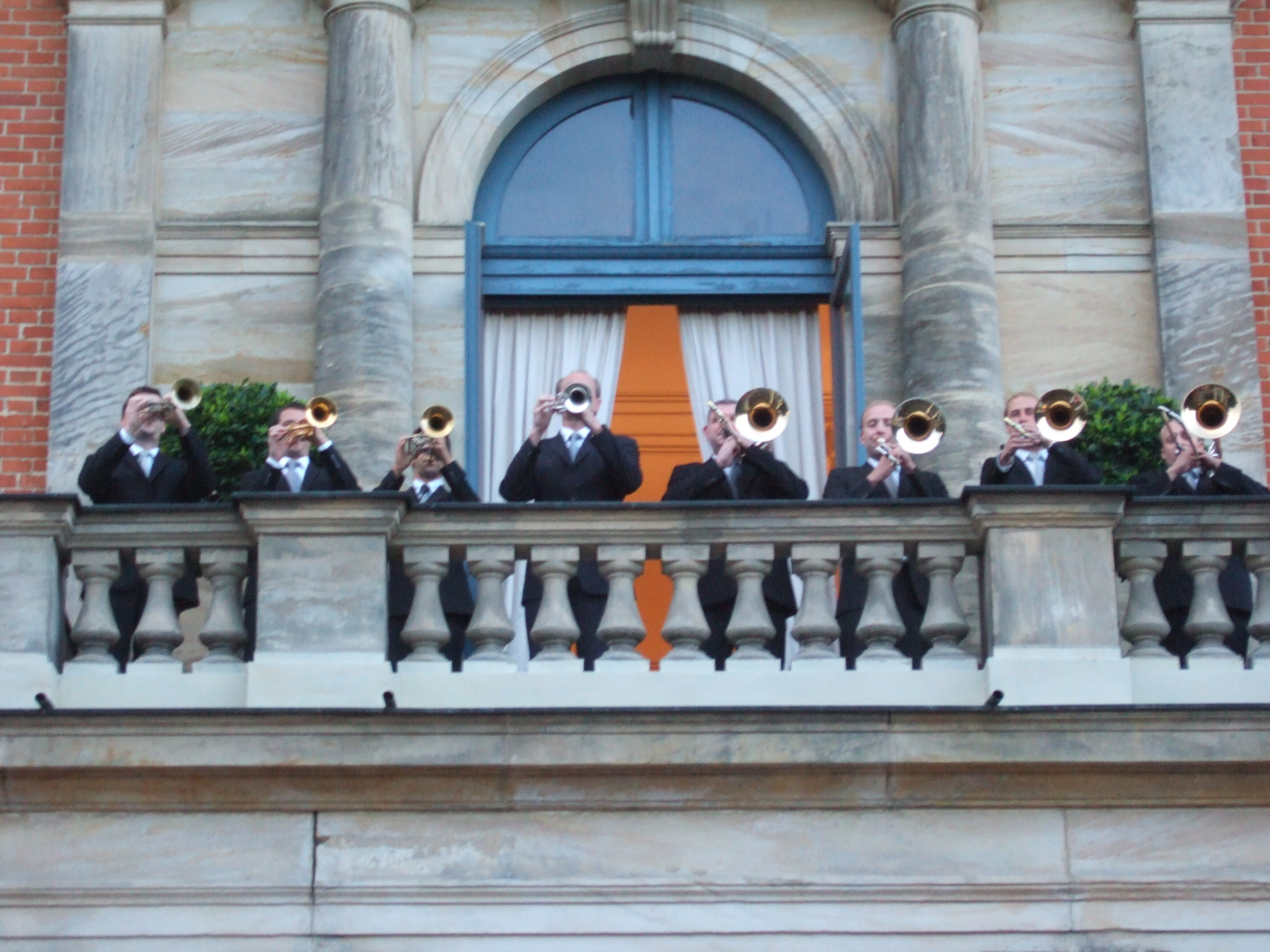
Bayreuthští přestávkoví trubači

- Bayreuthské mlčení je pojem vystihující naprosté ticho, které obecenstvo při představení zachovává. Požadavek na mlčení obecenstva v době, kdy hraje hudba, není nyní takovou zvláštností jako v době založení slavností, v Bayreuthu však je obecenstvo zvláště citlivé na jakékoli nepatřičné zvuky (kýchání, vrzání židlí…). Mark Twain se cítil, „jako když sedí s mrtvými v temnotě hrobky“. Pozdní příchozí nejsou vpuštěni do sálu, obecenstvo netleská ani při příchodu dirigenta (kterého ostatně v zakrytém orchestřišti nevidí), ani v průběhu představení.[186][209]
- Přestávkoví trubači (Pausenbläser) jsou hráči na žesťové nástroje, kteří z balkónu Festivalového divadla ohlašují začátek každého dějství. Hrají vždy určitý charakteristický motiv z daného jednání, a to jednou 15 minut, dvakrát 10 minut a třikrát (s variací) 5 minut před jeho začátkem. Tato tradice se udržuje již od prvních slavností. Představení začínají ve tři hodiny odpoledne (jen v případě Bludného Holanďana a Zlata Rýna v pět hodin) a přestávky trvají hodinu.[186][210][211]

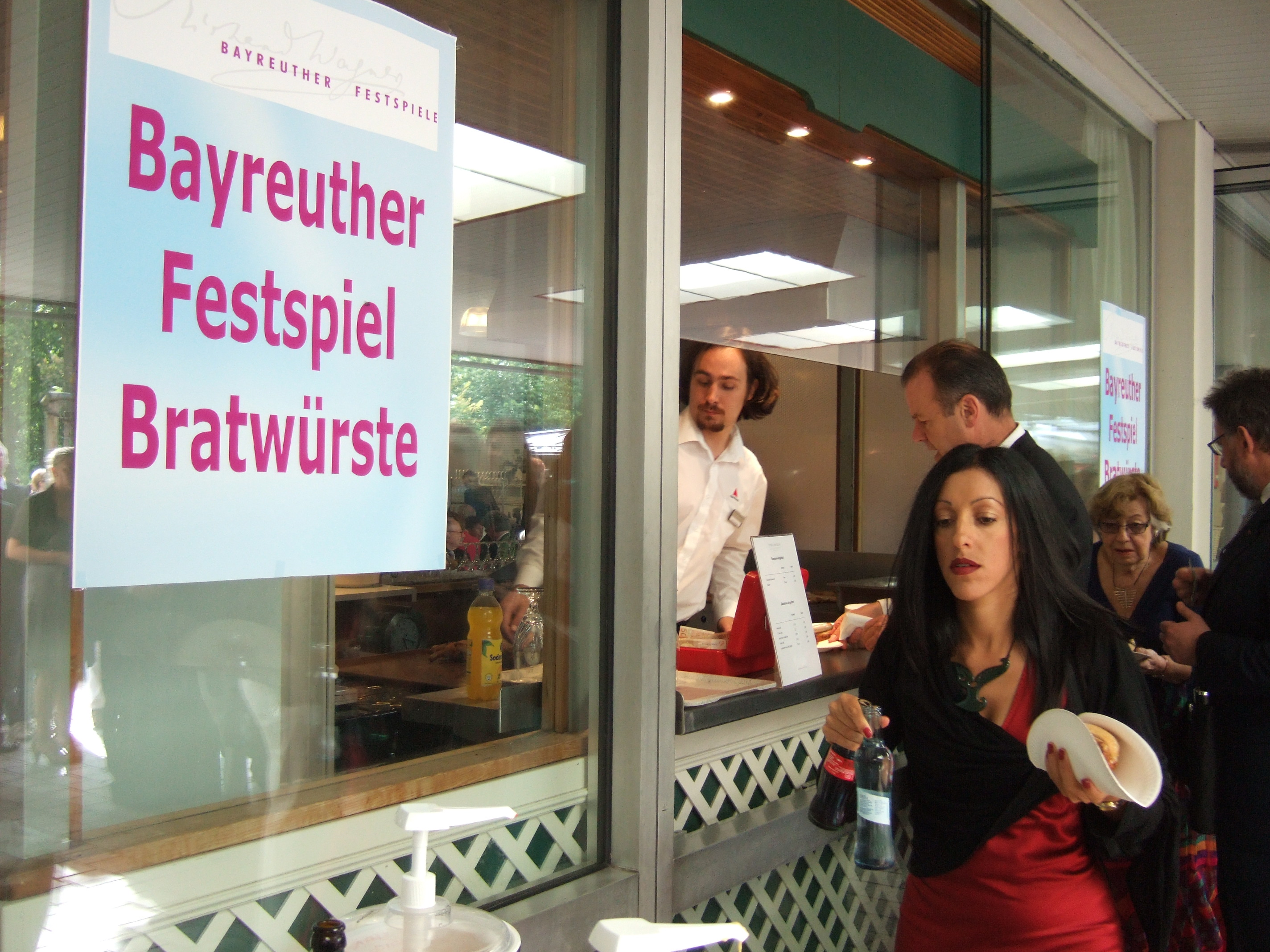
Stánek s klobásami

- Hornofranské klobásy jsou, vzhledem ke slavnostní a formální atmosféře netypicky, nejpopulárnějším jídlem o přestávkách. Vedle stánků s nápoji (šampaňským, pivem) a zmrzlinou mají posluchači k dispozici samoobslužnou restauraci, nacházející se mimo budovu vlastního divadla.[186][212]
- Za dívky v modrém (Blaue Mädchen) byly označovány uvaděčky Festivalového divadla v Bayreuthu.[213][214] Tato přezdívka pochází od barvy jejich stejnokrojů, jež byla až do roku 2008 tradičně modrá. Od slavností v létě 2009 jsou však oděny jednotně v šedém. Dříve tuto funkci vykonávaly přednostně neprovdané dívky z bližšího okolí Bayreuthu, nyní mezi nimi převládají studentky divadelních či operních oborů z Bayreuthu, Německa, Evropy a světa. Získají tak možnost v průběhu své služby vidět a slyšet téměř všech 30 představení festivalové sezóny.
- Dřevěná sedadla bayreuthského divadla jsou pověstně nepohodlná. Mají jednoduchý tvar bez ručních opěrek a do roku 1968 byla zcela nepolstrovaná. Tehdy byla nahrazena novými s tence čalouněnou sedací plochou (stará sedadla byla rozprodána nadšencům) a nyní je možné přinést s sebou nebo si v šatně zapůjčit polštář. Absence polstrování je odůvodněna akustickými ohledy.[185][186]
- Dress code byl od počátku poměrně volný, mezi návštěvníky slavností vždy patřily nejvyšší společenské vrstvy i excentričtí nadšenci. Richard Wagner požadoval frak a večerní toaletu, ale neuspěl. K étosu poválečného Bayreuthu patřil decentní, střídmý oděv, od 70. let panuje rozptyl od okázalých a nákladných oděvů po ryze neformální. Zvláštností je, že žádná oděvní pravidla neplatí pro hudebníky, které díky zakrytému orchestřišti obecenstvo — na rozdíl od běžných divadel — nevidí.[186][213]
- Eichala je tradiční bayreuthský cínový korbel s ozdobami ve formě žaludu, který dostávají návštěvníci slavností po 25 letech jako odznak věrnosti.[215]

## Čeští umělci na Bayreuthských slavnostech
V prvních desetiletích existence Hudebních slavností v Bayreuhu zde účinkovalo několik českých pěvců, v té době již mezinárodně uznávaných osobností. Pěvkyně Berta Foersterová zpívala Elsu v první festivalové sérii Lohengrina v roce 1894. Ema Destinnová byla Sentou v prvním bayreuthském nastudování Bludného Holanďana roku 1901, v roce 1908 zpíval Parsifala Karel Burian.
Další významnější angažmá českých umělců začíná až v 60. letech 20. století. V letech 1960–1967 zpívala menší role Soňa Červená, v letech 1960–63 zpíval Albericha v Prstenu Nibelungovu český pěvec žijící od II. světové války v Londýně Otakar Kraus. Jako Erda se objevila roku 1966 Věra Soukupová, řadu významných rolí (Venuše, Gutruna, Brünhilda, Ortrud, Kundry) odehrála v letech 1966–71 Ludmila Dvořáková, jejíž výkony zachytilo několik bayreuthských nahrávek.
Český scénograf Josef Svoboda vytvořil výpravu pro Bludného Holanďana roku 1969 a Tristana a Isoldu roku 1974.
V 70. letech 20. století zastupovala české pěvce v Bayreuthu Eva Randová. Debutovala zde roku 1973 jako Gutruna a Waltrauta v Soumraku bohů a jako Květinová dívka v Parsifalovi, později zpívala Fricku a především mnohokrát v letech 1976–1981 Kundry. Prozatím poslední českou pěvkyní, která na slavnostech vystupovala, je Kateřina Beranová, která v letech 1995–2001 zpívala jednu z Květinových dívek v Parsifalovi.
Nejtrvalejší vztah s Bayreuthem měl z českých umělců sbormistr opery pražského Národního divadla Milan Malý (1930–2004), který byl v letech 1968–1999 zástupcem hlavního sbormistra hudebních slavností.

## Hudební slavnosti v médiích

### Rozhlas
18. srpna 1931 se v Bavorském rozhlase konal první přímý rozhlasový přenos představení z Festivalového divadle. Jednalo se o Tristana a Isoldu, dirigované Wilhelmem Furtwänglerem. Napojeno bylo přes 200 evropských, amerických a afrických rozhlasových stanic; bylo to „první světové vysílání v dějinách rozhlasu“.

### Nahrávky, film a televize
Z řady inscenací byly pořízeny zvukové i obrazové záznamy, které jsou obchodně dostupné. První nahrávky byly pořízeny již roku 1904, první (téměř) úplnou nahrávkou opery byl Tristan a Isolda z roku 1928 s dirigentem Karlem Elmendorffem.
Pro bližší podrobnosti viz článek Diskografie Hudebních slavností v Bayreuthu

### Public viewing a Internet
Roku 2008 se v rámci Festivalové noci firmy Siemens konal první přímý přenos z Festivalového divadla, vůbec první veřejné promítání (public viewing) některého představení Hudebních slavností v Bayreuthu: Na bayreuthském Volksfestplatzu se na velkém plátně promítali Mistři pěvci norimberští, bayreuthský režijní debut Kathariny Wagnerové. Veřejné promítání Tristana a Isoldy roku 2009 sledovalo na náměstí celkem 30 000 lidí. Tyto večery moderoval novinář Axel Brüggemann.
Novinkou při Hudebních slavnostech roku 2010 bylo první veřejné promítání pro děti dopoledne 21. srpna 2010, kdy proběhlo filmové představení dětské opery Tannhäuser a Souboj pěvců na Wartburgu a následně též interaktivní wagnerovskou zážitkovou trať a rámcový program pro děti. Odpoledne následoval přímý přenos Valkýry (inscenace Tankreda Dorsta).
Tato představení lze sledovat na Internetu jako Livestream.

## Přednášky uvádějící do díla

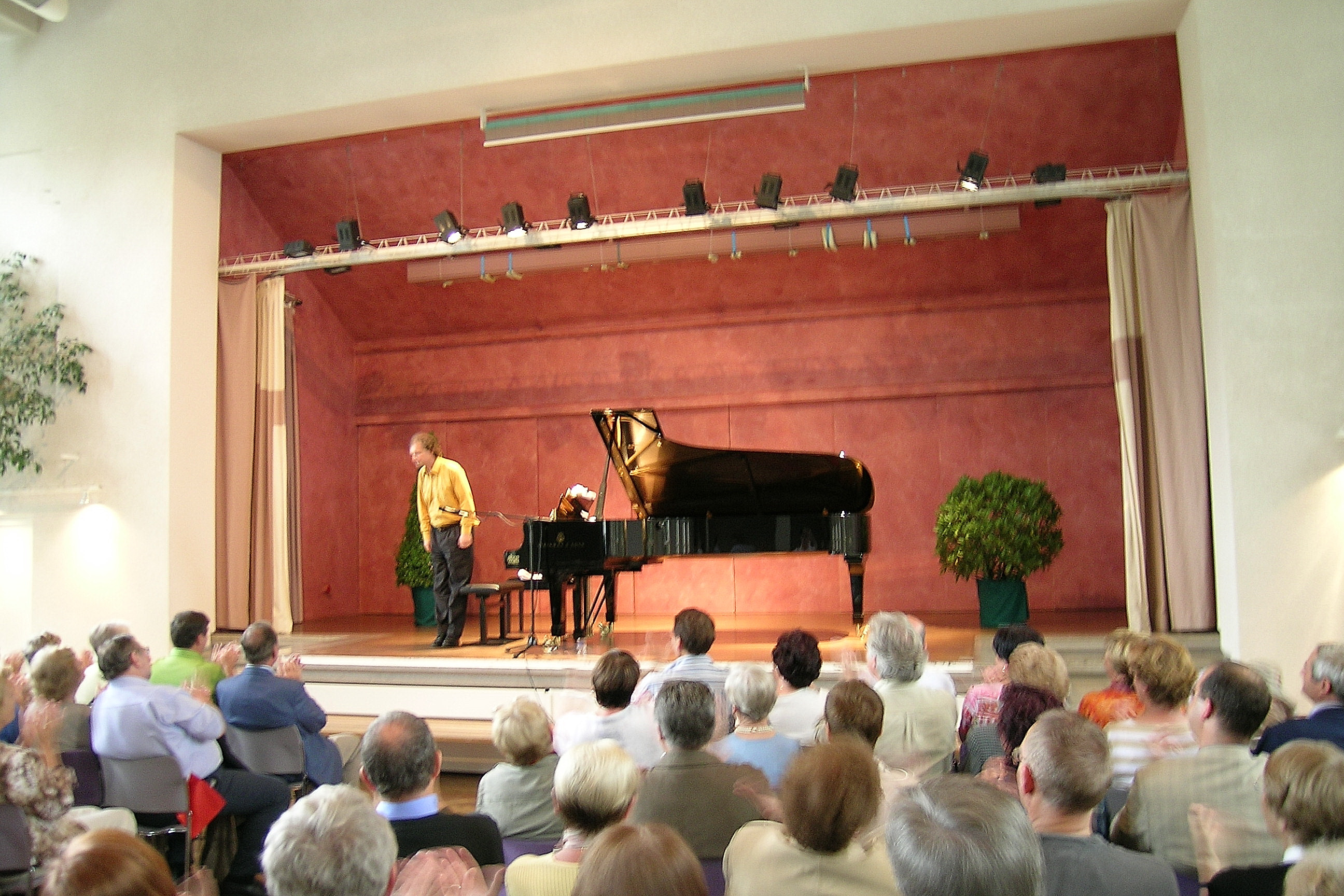
Přednáška Stefana Mickische

Od obnovení hudebních slavností pod II. světové válce v roce 1951 se v den každého představení konají přednášky uvádějící do díla hraného týž večer. Jako hlavní přednášející této řady přednášek navržené Wielandem Wagnerem působil nejprve Erich Rappl a od roku 1998 Stefan Mickisch. V posledních letech se konají ke každému představení dvě úvodní přednášky, přednášejícími jsou Stefan Mickisch a Detlef Eisinger. Často je v průběhu sezóny vyslechne na 10 000 posluchačů. V některých dnech jsou přednášky pořádány také v anglickém a francouzském jazyce. Od roku 2009 podává jednu z těchto úvodních přednášek ve vile Wahnfried ředitel muzea dr. Sven Friedrich. Vedle toho se konají i úvodní přednášky v samotném Festivalovém divadle, ty jsou však na rozdíl od ostatních zmíněných vyhrazeny pro osoby, které mají vstupenku na představení v daný den.

## Richard Wagner pro děti
Roku 2009 byla na zkušební scéně IV Festivalového divadla hrána asi jednohodinová adaptace Bludného Holanďana koncipovaná pro děti od 6 do 10 let. (Úprava textu: Alexander Busche; hudební aranžmá pro 19 hudebníků a hudební vedení: Christoph Ulrich Meier; režie: Alvaro Schoeck, scéna: Merle Vierck; spolupráce: Hudební vysoká škola Hannse Eislera v Berlíně – Hochschule für Musik „Hanns Eisler“ Berlin). Mezi 25. červencem 2009 a 2. srpnem 2009 bylo odehráno deset představení. V roce 2010 byla dětem obdobně věnována adaptace Tannhäusera, v roce 2011 to byl Prsten Nibelungův.